# الخط الزمني للأحداث المتعلقة بداعش (2016)
تحتوي هذه المقالة على الخط الزمنى للأحداث من يناير 2016 إلى ديسمبر 2016 المتعلقة بتنظيم الدولة الإسلامية في العراق والشام (داعش). وتحتوي هذه المقالة على معلومات عن أحداث ارتكبها تنظيم الدولة الإسلامية (داعش) أو بالنيابة عنه، فضلا عن أحداث قامت بها جماعات أو تنظيمات معارضه له.

## الخط الزمنى للأحداث

### کانون الثاني / يناير 2016
- 1 كانون الثاني / يناير: شن مقاتلون من تنظيم الدولة الإسلامية (داعش) هجوما على مدينة الرمادي العراقية التي تم استعادتها حديثا على يد القوات الأمنية العراقية وتم الهجوم بواسطة الانتحاريين والانغماسيين. وتم صد الهجوم من قبل الجيش العراقي الذي يعمل تحت غطاء الغارات الجوية للتحالف الدولى التي تقوده الولايات المتحدة.[1]
- 2 كانون الثاني / يناير: أعلن تنظيم ولاية سيناء (أنصار بيت المقدس (سابقا)) التابع لتنظيم الدولة الإسلامية (داعش) مسؤوليته عن هجوم صاروخي على مدينة سديروت الإسرائيلية يوم الجمعة السابق.[2]
- 3 كانون الثاني / يناير: نشر تنظيم الدولة الإسلامية في العراق والشام (داعش) فيديو يظهر فيه اعدام خمسة رجال سوريين يزعم فيه أنهم جواسيس بريطانيون. وظهر في شريط الفيديو مسلح مقنع بريطاني يعتقد أنه يدعى سيدهارتا دهار، وقام بتهديد رئيس الوزراء البريطاني ديفيد كاميرون قبل اطلاق النار على «الجواسيس» في الرأس. وظهر في اللقطات في وقت لاحق تميز واحد من الجنود الأطفال الناطقين باللغة الإنجليزية في المجموعة التي قامت لعملية القتل.[3][4][5]
- 3 كانون الثاني / يناير: تعرضت قاعدة سبايكر الجوية وهي قاعدة عسكرية عراقية لهجوم من قبل عدة انتحاريين من تنظيم الدولة الإسلامية (داعش) والسيارات المفخخة، ومقتل ما لا يقل عن 15 من الأفراد العسكريين وأفراد الشرطة العراقية.[6]
- 4 كانون الثاني / يناير: تعرضت بلدة السدرة النفطية في ليبيا لهجوم بسيارات مفخخة من قبل تنظيم داعش. وقتل اثنان من رجال الميليشيا التي تسيطرعلى الميناء وتم تدمير خزان نفط كبير.[7][8]
- 6 كانون الثاني / يناير: أطلقت قناة سكاى نيوز صور وأشرطة فيديو تم تصويرها داخل منشأة لصنع المتفجرات تابعة لتنظيم داعش في الرقة، عاصمة التنظيم. وأظهرت وسائل الإعلام إلى حد كبير المسلحين وهم يقومون بإعداد الصواريخ القديمة وتجريب السيارات المفخخة التي تسيطر عليها عن بعد.[9]
- 6 كانون الثاني / يناير: في مقال عبر الإنترنت هدد تنظيم الدولة الإسلامية في العراق والشام (داعش) بمهاجمة السجون السعودية في الحائر والطرفية. ويعتقد أن البيان جاء ردا على إعدام جماعي لعدد من المسجونين الإسلاميين في يوم السبت السابق.[10]
- 7 كانون الثاني / يناير: قتلت الشرطة الفرنسية في مدينة باريس رجلا أثناء محاولته دخول مركز الشرطة وتم العثور على شارة لتنظيم الدولة الإسلامية (داعش) في وقت لاحق على البروفايل الخاص به. وتتزامن هذه الحادثة مع الذكرى الأولى لإطلاق النار في شارلي إيبدو.[11]خريطة العراق وبلاد الشام (22 يونيو 2015)

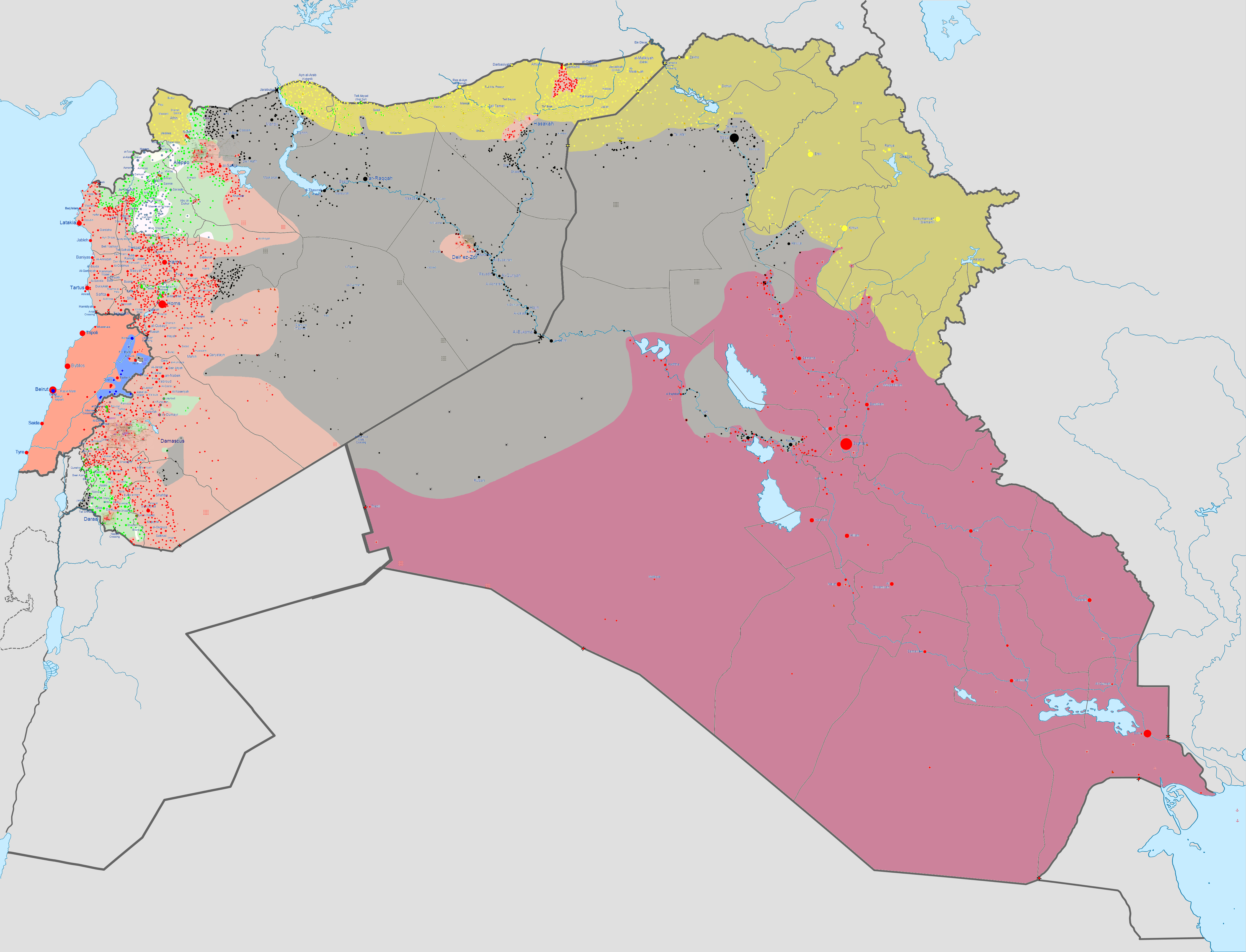
خريطة العراق وبلاد الشام (22 يونيو 2015)

- 7 كانون الثاني / يناير: زعم الجيش العراقي أن الناطق باسم تنظيم الدولة الإسلامية في العراق والشام (داعش) أبو محمد العدناني قد أصيب بجروح بالغة في غارة جوية قبل عدة أيام.[12]
- 7 كانون الثاني / يناير: قامت شاحنة تابعة لتنظيم الدولة الإسلامية في العراق والشام (داعش) بتفجير مركز تدريب للشرطة في مدينة زليتن الليبية، مما أسفر عن مقتل ما لا يقل عن 65 شخصا وإصابة أكثر من 100 آخرين. وأعلن تنظيم الدولة الإسلامية في العراق والشام (داعش) مسؤوليتها عن الهجوم بعد عدة أيام.[13]
- 7 كانون الثاني / يناير: هاجم مسلحون تابعين لتنظيم الدولة الإسلامية (داعش) أتوبيس للسياح وقيل أنه على كان على متنه سياح إسرائيليين في الجيزة بمصر. ولم يبلغ عن وقوع إصابات.[14]
- 8 كانون الثاني / يناير: أطلق رجل النار على رجل شرطة في فيلادلفيا في ولاية بنسلفانيا وأصيب بجروح خطيرة في سيارة دورية. وبعد اعتقاله واستجوابه، وذكر أن أيديولوجية تنظيم داعش هي الدافع وراء هجومه.[15]
- 8 كانون الثاني / يناير: أعلن مسؤولون أميركيون عن إصلاح في أساليب الدولة في التصدي للدعاية التي يقوم بها تنظيم الدولة الإسلامية (داعش). وأنها سوف تبذل الجهود لإيصال رسائل محلية أكثر صلة بالسكان المسلمين وسيتم وقف المواد باللغة الإنجليزية. بالإضافة إلى ذلك تم الإعلان عن قوة جديدة لمكافحة الإرهاب مقرها في وزارة الأمن الداخلي بالولايات المتحدة.[16]
- 8 كانون الثاني / يناير: أعدم مقاتل من تنظيم داعش في الرقة أمه أمام حشد كبير. وقال أنها لم توافق على ولائه للتنظيم وحثته على المغادرة، مما دفعه إلى اعتقالها.[17]
- 8 كانون الثاني / يناير: تم اتهام لاجئ فلسطيني أمريكي يبلغ من العمر 24 عاما بتهم فيدرالية تتعلق بتنظيم الدولة الإسلامية (داعش). وزعم الادعاء أنه حاول تقديم الدعم المادي للتنظيم، واتهامه بالكذب عن انتمائه خلال تجنيسه.[18]
- 8 كانون الثاني / يناير: ادعي تنظيم الدولة الإسلامية في العراق والشام (داعش) مسؤوليته عن مقتل أحد المسيحيين في منطقة جنيدة ببنغلاديش.[19]
- 9 كانون الثاني / يناير: قام اثنان من المسلحين يعتقد أنهم ينتمون إلى ولاية سيناء في تنظيم الدولة الإسلامية في العراق والشام (داعش) باقتحام فندق في مدينة الغردقة المصرية. وقاموا بطعن سائحين أجانب قبل أن تقبض عليهما الشرطة.[20]
- 9 كانون الثاني / يناير: أعلن تنظيم ولاية سيناء (تنظيم أنصار بيت المقدس (سابقا)) التابعة لتنظيم الدولة الإسلامية في العراق والشام (داعش) مسؤوليته عن مقتل اثنين من رجال الشرطة في القاهرة في وقت سابق من ذلك اليوم. وكلا من المهاجمين أحدهما طالب يبلغ من العمر 21 عاما بعد ذلك قتلا برصاص الشرطة.[21]
- 10 كانون الثاني / يناير: تم القبض على ثلاثة مشتبه بهم في قتل ناشط مناهض لتنظيم داعش في غازي عنتاب في تركيا.[22]
- 10 كانون الثاني / يناير: استخدمت القوات الجوية الملكية صواريخ بريمستون للمرة الأولى ضد أهداف تابعة لتنظيم داعش في سوريا.[23]
- 11 كانون الثاني / يناير: ادعي تنظيم الدولة الإسلامية في العراق والشام (داعش) مسؤوليته عن تفجيرين بالقرب من كازينو في مدينة المقدادية العراقية.[24]
- 11 كانون الثاني / يناير: هاجم تنظيم الدولة الإسلامية (داعش) مركزا للتسوق في حي شيعي في بغداد بسيارة مفخخة ومسلحين. وتم الإبلاغ عن 18 إصابة بين المدنيين.[25]
- 11 كانون الثاني / يناير: هاجم مواطن تركي يبلغ من العمر 15 عاما وأصاب مدرسا يهوديا بسكين في مدينة مارسيليا الفرنسية. وادعي الادعاء أن أفعاله ارتكبت «باسم الله وتنظيم الدولة الإسلامية».[26]
- 12 كانون الثاني / يناير: قام انتحاري من تنظيم الدولة الإسلامية في العراق والشام بتفجير نفسه بالقرب من المسجد الأزرق في إسطنبول بتركيا. وقتل 11 شخصا وجميعهم من الأجانب، وأصيب 14 آخرون.[27]
- 13 كانون الثاني / يناير: هاجمت ولاية خراسان التابعة لتنظيم الدولة الإسلامية (داعش) القنصلية الباكستانية في جلال أباد في أفغانستان. وقتل 7 من أفراد الأمن الأفغان، ولكن لم يبلغ عن وقوع إصابات أو إصابات من داخل القنصلية.[28]
- 13 كانون الثاني / يناير: هاجم مسلحون تابعون لتنظيم الدولة الإسلامية في العراق والشام من ولاية خراسان القنصلية الباكستانية في جلال أباد بأفغانستان، مما أسفر عن مقتل 9 أشخاص وجرح 12 آخرين.[29]
- 14 كانون الثاني / يناير: قامت وزارة خارجية الولايات المتحدة بتصنيف مقاطعة خراسان التابعة لتنظيم الدولة الإسلامية كمنظمة إرهابية أجنبية رسميا. ويفرض التصنيف عقوبات مالية على المجموعة.[30]
- 14 كانون الثاني / يناير: شنت القوات البرية التركية هجوما كبيرا على مواقع لتنظيم داعش ردا على التفجير الانتحاري الذي وقع في وقت سابق.[31]
- 14 كانون الثاني / يناير: شن مسلحون من تنظيم داعش وانتحاريون هجمات جاكرتا عام 2016 ضد أهداف مختلفة في وسط جاكرتا. وإجمالا وقعت 4 وفيات بين المدنيين و 24 إصابة. وقتل 4 من المسلحين وألقت الشرطة القبض على 3 آخرين.[32]
- 14 كانون الثاني / يناير: هاجمت عناصر تابعة لتنظيم داعش قرية سنية شمال العراق وسيطرت عليها لفترة وجيزة لكنها سقطت بسرعة في يد الجيش العراقي.[33]

الخريطة الفعلية للوضع في العراق وسوريا وأكثر تفصيلا من حيث مناطق السيطرة والنفوذ.

- 16 كانون الثاني / يناير: أعدم مسلحون من تنظيم الدولة الإسلامية (داعش) عشرات المدنيين ومقاتلين تابعين لنظام الأسد في دير الزور في سوريا. ويقال أن أكثر من 400 مدني قد اختطفوا وتم أخذهم نحو الرقة عاصمة تنظيم داعش.[34][35]الخريطة الفعلية للوضع في العراق وسوريا وأكثر تفصيلا من حيث مناطق السيطرة والنفوذ.
- 16 كانون الثاني / يناير: أعلنت الشرطة الماليزية القبض على عضو محلي في تنظيم الدولة الإسلامية في العراق والشام (داعش) بزعم أنه خطط لهجوم انتحاري. واشتبه أيضا في أنه قام بتعليق أعلام لتنظيم داعش في العديد من الولايات الماليزية.[36]
- 16 كانون الثاني / يناير: اعتقل مكتب التحقيقات الفيدرالي اثنين من وودبريدج في ولاية فيرجينيا بزعم أنهم خططوا للسفر إلى الخارج للانضمام إلى تنظيم الدولة الإسلامية (داعش).[37]
- 18 كانون الثاني / يناير: تقدمت عناصر من تنظيم داعش على حساب قوات النظام السوري في محافظة دير الزور، سعيا إلى توطيد سيطرت التنظيم على المزيد من الأراضي.[38]
- 19 كانون الثاني / يناير: أعلن تنظيم داعش عن تخفيضات كبيرة في الأجور لمقاتليه السوريين. وأنه سيتم تخفيض رواتب المسلحين بمقدار النصف، على الرغم من أن المخصصات الغذائية لن تتأثر.[39]
- 19 كانون الثاني / يناير: نشرت مجلة «دابق» تهنئة للجهادي جون، مؤكدة وفاة عضو التنظيم في طائرة بدون طيار في تشرين الثاني / نوفمبر الماضي.[40]
- 20 كانون الثاني / يناير: تم إطلاق سراح صور للأقمار الصناعية التي تؤكد هدم داعش لدير مار إيليا، أقدم دير مسيحي في العراق.[41]
- 20 كانون الثاني / يناير: حضر وزراء الدفاع في الدول المشاركة في التحالف المناهض لتنظيم داعش مؤتمرا للتخطيط في باريس بفرنسا وتعهدوا «بتسريع وتكثيف» حملتهم العسكرية ضد تنظيم داعش. وفي الاجتماع طلبت الولايات المتحدة من شركائها للحصول على كميات أكبر من دعم العمليات الخاصة.[42]
- 20 كانون الثاني / يناير: وسعت إدارة أوباما قواعد الاشتباك لمساعدة الجيش الأمريكي على مكافحة وجود تنظيم داعش في أفغانستان بشكل أكثر فعالية. وتسمح المبادئ التوجيهية الجديدة بتوسيع نطاق استخدام الضربات الجوية ضد من يشتبه في أنهم من تنظيم داعش في أفغانستان.[43]
- 21 كانون الثاني / يناير: تعهد الرئيس الفرنسى فرانسوا هولاند بتقديم دعم فرنسي أكبر للقوات العربية والكردية المناهضة لتنظيم الدولة الإسلامية (داعش).[44]
- 22 كانون الثاني / يناير: تم إدانة رجلين من لوتون لأدوارهما في حملة نشرها تنظيم داعش في عام 2014 على شارع أكسفورد في لندن.[45]
- 22 كانون الثاني / يناير: قال حافظ سعيد خان، أمير ولاية خراسان التابعة لتنظيم داعش، في مقابلة مع مجلة دابق أن المسلحين الكشميريين تعهدوا بالولاء للمجموعة.[46]
- 22 كانون الثاني / يناير: اعتقلت وكالة التحقيق الوطنية الهندية 14 مسلحا مرتبطا بتنظيم الدولة الإسلامية (داعش) في 4 ولايات هندية.[47]
- 22 كانون الثاني / يناير: أعلن تنظيم ولاية سيناء (تنظيم أنصار بيت المقدس (سابقا)) التابع لتنظيم (داعش) مسؤوليته عن انفجار وقع في 19 كانون الثاني / يناير في مبنى سكني في القاهرة أسفر عن مقتل 3 مدنيين و 7 من أفراد الشرطة. كما أعلنت جماعة مسلحة مرتبطة بجماعة الإخوان المسلمين مسؤوليتها أيضا.[48]
- 23 كانون الثاني / يناير: نشر تنظيم «داعش» شريط فيديو يضم مسلحا يحث أتباع الجماعة على العمل على استعادة إسبانيا، في إشارة واضحة إلى دولة الأندلس التاريخي.[49]
- 23 كانون الثاني / يناير: في مؤتمر صحفي في إسطنبول، أعرب نائب الرئيس الأمريكي جو بايدن عن ثقته في العمل العسكري الأمريكي التركي المشترك ضد تنظيم داعش في حال فشل محادثات السلام المقبلة مع نظام الأسد. وجاءت تصريحاته بعد اجتماع مع رئيس الوزراء التركى احمد داوود اوغلو. وشملت المواضيع الأخرى التي ناقشوا فيها الدعم المشترك قوات المعارضة العربية السنية في سوريا.[50]
- 23 كانون الثاني / يناير: شنت المقاتلات الحربية الروسية والطائرات الحربية السورية موجة من الضربات الجوية على مواقع تنظيم الدولة الإسلامية (داعش) في مدينة الرقة ومدينة دير الزور. ويقال أن أكثر من 70 مدنيا قتلوا.[51]
- 23 كانون الثاني / يناير: قامت مقاتلات التحالف الدولى الذي تقوده الولايات المتحدة ب 23 غارة جوية على مواقع تنظيم الدولة الإسلامية (داعش) في جميع أنحاء سوريا وقرب الرمادي بالعراق. وتركزت الغارات على تدمير مخازن الذخيرة الخاصة بالتنظيم ومراكز القيادة، فضلا عن حرمان المسلحين من الوصول إلى مواقع مهمة وتكتيكية.[52]
- 23 كانون الثاني / يناير: شن تنظيم الدولة الإسلامية في العراق والشام (داعش) عدة هجمات انتحارية في منطقة الكيلو 70 غرب الرمادي، وفي تل مشهيده شرق الرمادي، فضلا عن مناطق شمال الرمادي. أدت الاشتباكات والضربات الجوية التي تلت ذلك إلى مقتل 62 من مقاتلي تنظيم داعش و 48 مقاتلا عراقيا.[53]
- 23 كانون الثاني / يناير: شن الجيش السورى هجوما كاملا غرب مطار كويرس بهدف ربطه بالأراضي التي تسيطر عليها الحكومة في حي الشيخ نجار الصناعي في مدينة حلب.
- 24 كانون الثاني / يناير: أعلنت الشرطة الماليزية اعتقال 7 مسلحين يزعم أنهم ينتمون إلى خلية تابعة لتنظيم داعش. وأفيد بأن الرجال تلقوا أوامر من تنظيم الدولة الإسلامية (داعش) في سوريا لتنفيذ عمليات انتحارية ضد أهداف داخل البلاد.[54]
- 24 كانون الثاني / يناير: نشر تنظيم الدولة الإسلامية في العراق والشام (داعش) شريط فيديو يعرض فيه المنفذين لهجوم باريس في 12 تشرين الثاني / نوفمبر 2015 ويهيب بهم. وتصور اللقطات لهم اعدام العديد من الرهائن، فضلا عن تهديد الحكومات الغربية والمدنيين بشن هجمات مماثلة.[55]
- 25 كانون الثاني / يناير: في تقرير مؤلف من ثماني صفحات، حذرت الشرطة الأوروبية (يوروبول) من محاولات محتملة لهجمات على غرار هجمات باريس في أماكن أخرى في أوروبا. ويتحدث التقرير عن «استعداد و» قدرة تنظيم داعش على القيام بهجمات لاحقة واسقاط المزيد من الضحايا، ويستشهد بوجود الذئاب المنفردة والمتطرفين بين اللاجئين السوريين في الدول اللاجئين اليها كعوامل خطر محددة.[56]
- 25 كانون الثاني / يناير: نشرت خلية ماليزية تابعة لتنظيم الدولة الإسلامية (داعش) فيديو بلغة الملايو وتهدد فيه بالمزيد من الهجمات إذا استمرت عمليات الشرطة الأخيرة ضد عناصر تنظيم الدولة الإسلامية (داعش). ورد رئيس الوزراء الماليزي نجيب رزاق قائلا إن ماليزيا «بعيدة المنال» عن تطرف تنظيم داعش.[57]
- 25 كانون الثاني / يناير: اعتقلت الشرطة التركية ما لا يقل عن 10 من أعضاء تنظيم داعش المقيمين في مدينة أنقرة.[58]
- 25 كانون الثاني / يناير: قامت الشرطة الرواندية في العاصمة كيغالي باطلاق النار على شخص يشتبه في أنه أحد أعضاء تنظيم داعش بعد أن قاوم الاعتقال.[59]
- 25 كانون الثاني / يناير: في مؤتمر صحفي عقد في العاصمة الطاجيكستانية دوشانبي ادعي رامازون خامروفيتش راخيموف وزير داخلية طاجيكستان أن أكثر من 1000 مواطن طاجيكي قد سافروا للانضمام إلى تنظيم داعش.[60]
- 25 كانون الثاني / يناير: اكتشفت قوات الأمن العراقية أكثر من 18 جثة في مقبرة جماعية في الرمادي. ويعتقد أن الجثث، التي أطلق على بعضها الرصاص أو تم قطع رأسها وتنتمي إلى الشرطة والمدنيين الذين قتلهم تنظيم الدولة الإسلامية في العراق والشام (داعش) في أيار / مايو 2015.[61]
- 27 كانون الثاني / يناير: تم تحويل مواطن كوسوفي يبلغ من العمر 20 عاما إلى المحاكمة متهم بالقرصنة وأنه مؤيد لتنظيم الدولة الإسلامية في العراق والشام (داعش) وكان أول ظهور له في محكمة فيدرالية أمريكية. وزعم أنه أرسل المعلومات الشخصية لأكثر من 1300 من الأفراد العسكريين الأمريكيين إلى أحد أعضاء تنظيم الدولة الإسلامية في العراق والشام (داعش) ثم شرع في نشر القائمة على موقع تويتر.[62]
- 28 كانون الثاني / يناير: أعلن وزير الدفاع الأمريكي آش كارتر في مؤتمر صحفي بأن الولايات المتحدة أرسلت بالفعل «عددا قليلا من الأفراد العسكريين» إلى ليبيا للاستطلاع والتواصل مع قوات الأمن المحلية. وفي وقت لاحق من ذلك اليوم وجه الرئيس الأمريكي باراك أوباما مستشاريه للأمن القومي لدعم جهود مكافحة تنظيم داعش في ليبيا.[63]
- 28 كانون الثاني / يناير: ادعي تنظيم الدولة الإسلامية (داعش) مسؤوليته عن تفجير سيارة مفخخة في مقر الرئيس اليمني عبد ربه منصور هادي. ويشتبه في أن المهاجم هو مقيم هولندي سابق وقد فشل في الوصول إلى هدفه المقصود. وقتل 5 من أفراد الأمن ومدني واحد قتلوا في ذلك الانفجار.[64]
- 28 كانون الثاني / يناير: نفذ التحالف الدولى بقيادة الولايات المتحدة 20 ضربة جوية ضد تنظيم الدولة الإسلامية (داعش) في العراق وسوريا. وركزت الضربات الجوية في العراق حوالى 15 غارة على الرمادي وتسببت في تدمير الوحدات التكتيكية والعبوات الناسفة. وركزت الضربات في سوريا حوالى 5غارات على البنية التحتية لتنظيم الدولة الإسلامية (داعش)، بالإضافة إلى إصابة العديد من المقرات الخاصة بالتنظيم.[65]
- 28 كانون الثاني / يناير: أوصي البنتاغون الأمريكي بنشر مستشارين ومدربين وكوماندوز إضافيين لمكافحة تنظيم الدولة الإسلامية في العراق وسوريا (داعش). وسيعمل الأفراد الإضافيون في دور داعم إلى جانب القوات العراقية، والبشمركة الكردية، والمعارضة السورية.[66]
- 28 كانون الثاني / يناير: أجريت الانتخابات الرئاسية السابعة للحزب الجمهوري، مع أخذ العديد من المرشحين لهجة ضد على القضايا المرتبطة بتنظيم الدولة الإسلامية. ودعا تيد كروز إلى تفجير السجاد الذي من شأنه أن «يدمر تماما» الجماعة المسلحة؛ دعا ماركو روبيو لاستجواب سجناء تنظيم داعش في معتقل غوانتانامو.[67]
- 28 كانون الثاني / يناير: أعلن تنظيم ولاية سيناء (أنصار بيت المقدس (سابقا)) التابعة لتنظيم الدولة الإسلامية في العراق والشام مسؤوليته عن هجوم على أفراد عسكريين في العريش، عاصمة محافظة شمال سيناء. وأسفر الهجوم عن مقتل 4 بينهم عقيد وجرح 12جندى اخرين.[68]
- 28 كانون الثاني / يناير: استهدف انتحاريون من تنظيم داعش مقر قيادة للجيش العراقي في منطقة الثيرثار بالرمادي. وقتل أربعة اشخاص في غارات جوية للتحالف الدولى، الا أن اثنين منهم هاجما البوابة الرئيسية للمقر مما اسفر عن مصرع 17 جنديا عراقيا بينهم سبعة ضباط واصابة 46 جنديا. وبشكل منفصل، قتل 15 جنديا عراقيا، وجرح 20 آخرون في أماكن أخرى من المدينة نتيجة لقيام مجموعة أخرى تابعة للتنظيم بعدد من الهجمات الانتحارية في المدينة، ونيران القناصة، والعبوات الناسفة على جانب الطريق.[69]
- 28 كانون الثاني / يناير: شن تنظيم الدولة الإسلامية في العراق والشام (داعش) هجوما مضادا على القرى التي فقدوها في الأيام السابقة. وأسفر القتال اللاحق عن مقتل 20 جنديا و 14 مسلحا. وكان أحد الأهداف الرئيسية أثناء الهجوم العسكري هو محطة توليد الطاقة الحرارية في حلب.[70]
- 28 كانون الثاني / يناير: حذر نائب الأميرال كليف جونستون قائد قيادة الحلفاء في حلف شمال الأطلسي من أن مسلحي تنظيم الدولة الإسلامية (داعش) يأملون في بناء قوة بحرية يمكنها شن هجمات في البحر المتوسط ضد السفن السياحية والنقل.[71][72][73][74][75]
- 29 كانون الثاني / يناير: جانين هينيس - بلاسشايرت، وزيرة الدفاع الهولندية أعلنت أن هولندا ستوسع ضرباتها الجوية المناهضة لتنظيم الدولة الإسلامية (داعش) في مواقعه في سوريا. ويأتي هذا القرار بعد اجتماع باريس مع نظرائها الأمريكيين والفرنسيين.[76]
- 29 كانون الثاني / يناير: تم اعتقال العديد من المشتبه بهم في تفجير الرحلة ميتروجيت 9268. واتهم ميكانيكي طائرات مرتبط بتنظيم الدولة الإسلامية (داعش) بزرع عبوة ناسفة على متنها، وجري التحقيق مع ثلاثة موظفين آخرين في المطار بتهمة تقديم التسهيلات له.[77]
- 31 كانون الثاني / يناير: قام اثنان من الانتحاريين من تنظيم الدولة الإسلامية (داعش) بالقيام بتفجيرات السيدة زينب عام 2016. وقتل ما لا يقل عن 60 شخصا بالقرب من مسجد السيدة زينب في دمشق، وهي واحدة من أقدس المواقع الشيعية. وقال المهاجمين أنهم كانوا يستهدفون حافلة تقل ميليشيا شيعية.[78]
- 31 كانون الثاني / يناير: نشر تنظيم «داعش» شريط فيديو يظهر فيه مسلحا فرنسيا يعدم فيه جاسوسا مزعوما. ويهدد المقاتل الفرنسى بالمزيد من الهجمات التي تجعل خصوم تنظيم داعش «لا ينسون هجمات 11 سبتمبر وباريس»، في حين امهم أكدوا مجددا تهديدات تنظيم داعش على شبه الجزيرة الإيبيرية.[79]
- 31 كانون الثاني / يناير: تم الإبلاغ عن وفاة قائد بارز في تنظيم الدولة الإسلامية في العراق والشام (داعش). وشارك نيل براكاش المعروف أيضا باسم أبو خالد الكمبودي، في أنشطة التجنيد عبر الإنترنت للتنظيم.[80]

### شباط / فبراير 2016
- 1 شباط / فبراير: زعم عدد من المسؤولين الأمريكيين أن طلب ميزانية الدفاع لعام 2017 من أوباما سيشمل زيادة قدرها 7 مليارات دولار لتحسين تمويل المعركة ضد تنظيم الدولة الإسلامية (داعش).[81]
- 1 شباط / فبراير: أعرب الجنرال الأمريكى شون ماكفارلاند قائد عملية المصير عن ثقته في حملة التحالف الدولى ضد تنظيم داعش. واستشهد بالتحديد باستعادة الرمادي كنقطة تحول في مجرى المعركة.[82]
- 1 شباط / فبراير: اتهم مواطن أمريكى يقيم في مورغان تاون في ولاية نورث كارولينا ويبلغ من العمر 19 عاما بتهم فيدرالية تتعلق بأنشطة مزعومة لصالح تنظيم داعش. واتهمه الادعاء بالتخطيط لعمليات إطلاق نار جماعية من أجل إظهار دعمه لتنظيم داعش. كما واجه تهمة القتل في مقتل جارة الذي يبلغ من العمر 74 عاما.[83]
- 1 شباط / فبراير: أسفرت الضربات الجوية الأمريكية في مقاطعة ننغرهار شرق أفغانستان عن مقتل 29 مقاتلا من تنظيم داعش وتم قصف محطة إذاعة (FM) تابعة للتنظيم الإرهابي.[84]
- 2 شباط / فبراير: خطط 30 شخص من تنظيم داعش على تفجير عدة مباني مهمة في مدينة إربد وقتل شخصيات مهمة في البلد ولكن لم يستطيعوا فعل ذلك حيث قامت القوات المسلحة الأردنية من شرطة مكافحة الشغب والقوات الخاصة بتفكيك الخلية الإرهابية لهذه العصابة، بعد ان استحكمت باحدى المناطق الشعبية في إربد فيما عرفت بأحداث إربد
- 2 شباط / فبراير: في مؤتمر لوزراء الخارجية في روما أعرب وزير الخارجية الأمريكي جون كيري عن قلقه إزاء المكاسب الإقليمية الأخيرة التي حققها تنظيم الدولة الإسلامية (داعش) في ليبيا. واطلق على التنظيم اسم «المرتدين» و «الخلافة الخاطئة»، وحذر من احتمال سيطرة تنظيم الدولة الإسلامية (داعش) على احتياطيات النفط في البلاد.[85][86]
- 2 شباط / فبراير: أصدرت محكمة كندية حكما على شخص لمدة 10 أشهر بتهمة تعاطفه وتأييده مع تنظيم داعش. وفي مدينة وينيبيغ حكم على شخص اخر يبلغ من العمر 23 عاما وقد سبق أن قابلته وسائل الإعلام الكندية وناقشته عن معتقداته بمنعه عن مغادرة البلاد واستخدام وسائل التواصل الاجتماعية.[87]
- 2 شباط / فبراير: ظل حوالي 300 مقاتل من تنظيم الدولة الإسلامية في العراق والشام (داعش) منطقة السجرية الشرقية في الرمادي، وفي المناطق المجاورة حتى بعد تحرير الرمادى من التنظيم.[88]
- 2 شباط / فبراير: دمرت الغارات الجوية التي شنتها قوات التحالف الدولى محطة إذاعية للدعاية تابعة لتنظيم داعش في مقاطعة نانغارهار شرق أفغانستان. وقد أدى الهجوم الذي شمل أيضا مشاركة القوات البرية الأفغانية إلى مقتل 29 مسلحا من عناصر التنظيم.[89]
- 3 شباط / فبراير: قامت قوة مشتركة من وحدات الحشد الشعبي وقوات البيشمركة المحلية باستعادة قرية كوديلا العراقية الكردية من تنظيم الدولة الإسلامية (داعش). وتقدمت الميليشيات تحت غطاء جوى من قبل الغارات الجوية للتحالف الدولى.[90]
- 3 شباط / فبراير: أعلنت وزارة الدفاع الروسية عن وفاة مستشار عسكري روسي في سوريا. وقيل إن المستشار الذي قتل في وقت سابق من ذلك الأسبوع، أصيب بنيران مدفعية من قبل تنظيم الدولة الإسلامية (داعش).[91]
- 3 شباط / فبراير: كشف اللواء الإسرائيلي نتسان ألون أن بلاده تتقاسم المعلومات الاستخباراتية مع التحالف الدولى ضد تنظيم الدولة الإسلامية (داعش).[92]
- 3 شباط / فبراير: في مساء هذا اليوم اقتحمت القوات الحكومية السورية قرية طيبة. وبعد وقت قصير بدأ تنظيم الدولة الإسلامية في العراق والشام (داعش) بالانسحاب من القرية، في حين استمر القتال في قرية طيبة. وفي الوقت نفسه تباطأ تقدم القوات الحكومية السورية في تنفيذ الخطة بسبب عشرات من العربات المفخخة والألغام والمقاتلين المتشددين جدا في تنظيم الدولة الإسلامية (داعش) في المنطقة المجاورة لها.[93]
- 3 شباط / فبراير: استولت القوات الحكومية السورية على 11 قرية غربا وشمال غرب مطار كويرس وسيطرت على 13 كيلومترا من المنطقة الصناعية في الشيخ نجار.[94]
- 3 شباط / فبراير: استولت قوة النمر مع قوات الدفاع الوطني وكتائب صقور الصحراء وكتائب البعث على السعين. وفي مساء 3 شباط / فبراير اقتحمت قوات الحكومة السورية قرية الطيبة. وبعد ذلك بوقت قصير، بدأ تنظيم الدولة الإسلامية في العراق والشام (داعش) بالانسحاب من القرية، بينما استمر القتال في طيبة. وفي الوقت نفسه، تجاوزت القوات الحكومية السورية محطة توليد الطاقة الحرارية في حلب، وذلك بسبب عشرات من العربات المفخخة والألغام ومقاتلي التنظيم المتواجدين في جوارها.[93][95]
- 4 شباط / فبراير: ألقت الشرطة الألمانية القبض على اثنين يشتبه في انتمائهم إلى تنظيم داعش في عملية في العاصمة برلين. ويزعم أن الرجال كانوا يخططون لشن هجمات ضد أماكن عامة مختلفة في المدينة.[96]
- 6 شباط / فبراير: تم ترحيل رجل أسترالي من الهند بعد أن أفاد أفراد الأمن في مطار إنديرا غاندي الدولي أنهم وجدوا مواد مؤيدة لتنظيم الدولة الإسلامية في العراق والشام على جهاز الكمبيوتر المحمول الخاص به.[97][98]
- 7 شباط / فبراير: استولى تنظيم الدولة الإسلامية (داعش) على قريتين، في حين استولت القوات الحكومية السورية على قرية أخرى وتلة بالإضافة إلى 7 كيلومترات من منطقة الشيخ نجار الصناعية والسيطرة على جيب لتنظيم الدولة الإسلامية (داعش). وأدت محاولة لتنظيم داعش بالهجوم على التل إلى مقتل 11 مسلحا.[99][100][101][102][103]
- 7 شباط / فبراير: أعرب وزير الدولة للشؤون الخارجية في دولة الإمارات العربية المتحدة عن استعداد بلده لنشر قوات برية في الحملة المناهضة لتنظيم الدولة الإسلامية (داعش). ويشير إلى أن عمليات نشر هذه القوات ستكون محدودة الحجم، وأشار إلى أن القوات الإماراتية ستركز على دور التدريب والدعم.[104]
- 7 شباط / فبراير: ألقت الشرطة الإسبانية القبض على مجموعة مؤلفة من 7 أعضاء تابعة لتنظيم داعش في مدينة سبتة. ويعتقد أن المشتبه فيهم قدموا «دعما لوجستيا» لأنشطة تنظيم الدولة الإسلامية (داعش) في أماكن أخرى. بالإضافة إلى ذلك، قيل إن قائد المجموعة مكلف بشراء نساء لراحة لمسلحين.[105]
- 7 شباط / فبراير: أثناء عملية أمنية في منطقة الصوفية في شرق الرمادي، قتل في منزل مفخخ 6 جنود عراقيين وجرح 5 آخرين.[106]
- 8 شباط / فبراير: اتهمت السلطات الاتحادية في الولايات المتحدة الأمريكية أم سياف أرملة القائد المتوفى في تنظيم الدولة الإسلامية الذي يدعى أبو سياف. وأنها قامت بتقديم الدعم المادي لمنظمة إرهابية أجنبية أسفرت عن وفاة شخص. وادعي أنها كانت متواطئة في اغتصاب وموت كايلا مولر وهي عامل الإغاثة الأمريكية التي كانت رهينة لدى التنظيم.

هجوم شمال حلب (8 فبراير 2016).

- هجوم شمال حلب (8 فبراير 2016).9 شباط / فبراير: استولت القوات الحكومية العراقية على الجيب النهائي لمقاومة تنظيم الدولة الإسلامية (داعش) في منطقة حصيبة الشرقية، التي كانت آخر قرية يسيطر عليها تنظيم الدولة الإسلامية في شرق الرمادي، مما أدى إلى طرد تنظيم الدولة الإسلامية من منطقة الرمادي تماما. بعد ذلك أعادت قوات الحكومة العراقية فتح طريق الرمادي-الحبانية السريع. ولا يزال مسلحو تنظيم داعش محاصرين في بعض الأراضي الزراعية في جزيرة الخالدية، إلى الشمال من مدينة الخالدية.[107][107][108][109][110][109][110]
- 10 شباط / فبراير: من يوليو 2015 حتى أوائل فبراير 2016، أجرت الولايات المتحدة ودول أخرى 813+ غارات جوية في منطقة الرمادي. وهي أيضا المعركة ال 100 التي اندلعت في الرمادي منذ عام 2003. وفي شباط / فبراير 2016، كان من المتوقع أن يستغرق الأمر عدة أشهر لتطهير مدينة الرمادي من القنابل التي تركها تنظيم داعش وراءه، مع ما لا يقل عن 9 أشهرلتطهير منطقة تميم في الرمادي. في ذلك الوقت عانت الرمادي أكثر من أي مدينة أو مدينة أخرى في العراق. ومع ذلك ترك 80٪ من الرمادي في خراب بعد أشهر من القصف العنيف، فضلا عن تكتيكات الأرض المحروقة التي استخدمها تنظيم الدولة الإسلامية (داعش) وخصصت الولايات المتحدة وحلفاؤها أكثر من 50 مليون دولار لإعادة بناء المدينة.[110][110][111][112][113][113][114][115][116]
- 10 شباط / فبراير: قتل أكثر من 9 من الجنود العراقيين من الفرقة الثامنة للجيش جراء قصف تنظيم داعش لمنطقة السجارية.[117]
- 11 شباط / فبراير: أفادت وكالة أنباء (ABC) أن الجيش الأمريكي نفذ 20 غارة جوية على تنظيم داعش في شرق أفغانستان في الأسابيع الثلاثة السابقة.[118]
- 13 شباط / فبراير: استعاد الجيش السوري قرية جب الكلب، بعد أقل من أسبوع من خسارتها في هجوم مضاد لتنظيم الدولة الإسلامية (داعش). وفي اليوم التالي استولى الجيش على أربع قرى، منها الطيبة (على بعد 300 متر من محطة توليد الكهرباء) والبرلحية (7 كيلومترات من الأراضي التي تسيطر عليها الحكومة إلى الغرب).[119][120][121][122][123][124]
- 15 شباط / فبراير: أفادت شبكة (RT) الروسية بأن وحدات الجيش السوري وقوات شبه عسكرية يقال إنها تتحرك إلى محافظة الرقة، واستولت على مناطق ذات أهمية إستراتيجية على طول طريق السلمية-الرقة الذي يؤدي مباشرة إلى معقل تنظيم الدولة الإسلامية (داعش) في الرقة.[125]
- 15 شباط / فبراير: أسفر انفجار سيارة مفخخة تابعة لتنظيم الدولة الإسلامية في العراق والشام (داعش) قامت به ولاية القوقاز عن مصرع شخصين وإصابة 17 آخرين.[126]
- 16 شباط / فبراير: استولى الجيش السورى على محطة توليد الكهرباء، وبعد يومين استول على قرية السين مرة أخرى أثناء محاصرة تنظيم داعش في محطة توليد كهرباء حلب الحرارية.[127][128][129]
- 18 شباط / فبراير: استولى الجيش السوري على قرية السين مرة أخرى، فضلا عن قرية جبة الغبيشة.[129][130][131]
- 18 شباط / فبراير: أعلن عادل الجبير وزير خارجية المملكة العربية السعودية أن العملية البرية بقيادة الولايات المتحدة في سوريا ستركز على محاربة تنظيم الدولة الإسلامية وليس النظام السوري.[132]
- 18شباط / فبراير: ثار عدد كبير من رجال القبائل السنية المحليين ضد تنظيم الدولة الإسلامية (داعش) بعد أن ضرب تنظيم الدولة الإسلامية (داعش) امرأة، من بين ممارسات عقابية أخرى فرضتها شرطة الحسبة السرية التابعة لتنظيم داعش، ووسط حصار مستمر أفيد أن تنظيم الدولة الإسلامية (داعش) قد انسحب إلى مدينة الفلوجة، بعد أن أحرق عشائر السنة المحلية مقر الحسبة وانتشرت الاشتباكات.[133][134][135]
- 19 شباط / فبراير: أسفرت غارة جوية أمريكية على معسكر يشتبه في أنه تابع لتنظيم داعش عن مقتل 49 شخصا، من بينهم اثنان من أعضاء السفارة الصربية، اللذين احتجزهما المسلحون كرهائن.[136]
- 20 شباط / فبراير: استولى الجيش السوري المدعوم من قوات الدفاع الوطني على محطة توليد الطاقة الحرارية في حلب وفرض سيطرته الكاملة على المنشأة. وقتل 30 من مقاتلي تنظيم داعش ودمرت أربع من مدرعاتهم خلال المعركة. ثم استولت قوة النمر وقوات الدفاع الوطني وصقور الصحراء على قرية بلاط والمزارع المحيطة بها. وفي اليوم نفسه، استولى صقور الصحراء وفريق قوات الفهد على قرية الطرايقية وتم محاصرة 800 من مقاتلي تنظيم داعش في شرق حلب، مع خياراتهم الوحيدة للاستسلام أو القتل.[137][138][138][139]
- 20 شباط / فبراير: قدر أن 1000 فقط من المدنيين كانوا يعيشون في منطقة الرمادي وما حولها، بعد الاشتباكات العنيفة التي اندلعت خلال معركة تحرير المدينة.[140]
- 20 شباط / فبراير: بدأت المواجهات تتلاشى مع بدء تنظيم الدولة الإسلامية في العراق والشام (داعش) بتنفيذ عمليات اعتقال جماعية، وأفادت الأنباء أنه ما زال هناك بعض المقاتلين السنة الذين يدافعون عن أجزاء من الفلوجة، والذين يرجح أن يتعرضوا للمذابح إذا كانت الحكومة العراقية أو الولايات المتحدة التي تقود التحالف لن يتدخلوا لتقديم المساعدة لهم.[133]
- 20 شباط / فبراير: تحطمت طائرة بدون طيار من نوع ريبر MQ-9 تابعة لسلاح الجو الأمريكي في مطار قندهار.[141]
- 21 شباط / فبراير: قتل ما لا يقل عن 46 شخصا وجرح عدة آخرون في انفجار سيارة مفخخة في مدينة حمص. وقتل ما لا يقل عن 30 شخصا في عدة انفجارات قرب دمشق.[142][143]
- 21 شباط / فبراير: قتل ما لا يقل عن 30 شخصا في عدة انفجارات قرب دمشق. وقد دبر تنظيم داعش كلا الحادثين.[143]
- 21 شباط / فبراير: تم التغلب على الجيوب الأخيرة من المقاومة لعناصر التنظيم مع سيطرة القوات الموالية للحكومة على جميع المدن والقرى في سهول السفيرة. وأفادت التقارير أن 700 من مقاتلي تنظيم داعش قد هربوا من الحصار خلال الأسبوع الماضي، حيث انحرفت القوات الحكومية حول الجناح الشمالي، وتركت 100-150 مقاتلا كانوا محاصرين. وتمت السيطرة على 20 قرية على مدى ال 24 ساعة الماضية و 40 كيلومترا من الطريق السريع تم تطهيرها، ووضع حد للهجوم الذي استمر على مدار 3 أشهر. وبالإضافة إلى ذلك، قتل 50 من مقاتلي تنظيم داعش خلال الساعات الأربع والعشرين الماضية.[144][145][146][147]
- 21 شباط / فبراير: في بنغازي تمكن الجيش الوطني الليبي أيضا من الاستيلاء على بقية بواتني، في حين اجتاح منطقتي الهواري والليثي وكلاهما معاقل لتنظيم داعش وأنصار الشريعة.[148][149]
- 21 شباط / فبراير: في الساعة العاشرة شن تنظيم الدولة الإسلامية هجوما. وفي اليوم التالي، وتم شن هجوم مشترك من قبل مسلحين من تنظيم داعش وجند الأقصى المرتبط بتنظيم القاعدة على قرية رأس النفل، فضلا عن نقطتين أخريين على طول طريق خاناصر - حلب وهو الطريق الوحيد لامداد القوات الحكومية السورية في مدينة حلب. ثم شرع عناصر التنظيم في الاستيلاء على ست قرى أخرى وتلة أخرى. تم إرسال قافلة من التعزيزات من مدينة السفيرة، تتألف من الميليشيا الفلسطينية الموالية للحكومة لواء القدس لإعادة فتح الطريق وبحلول نهاية اليوم الذي استعادوا فيه السيطرة على التل.[150][151][152][153][153][154][155]
- 22 شباط / فبراير: اتفقت الولايات المتحدة وروسيا على وقف إطلاق النار بين جميع الأطراف باستثناء تنظيم داعش وجبهة النصرة المرتبطة بالقاعدة بدءا من 27 فبراير.[156]
- 22 شباط / فبراير: قتلت القوات الأفغانية والقصف الجوي الذي قامت به الولايات المتحدة ما مجموعه 43 مسلحا من تنظيم الدولة الإسلامية (داعش) في مقاطعة ننغرهار أثناء عملية عسكرية ضد تنظيم داعش في تلك المنطقة.[157][158]
- 23 شباط / فبراير: استولت عناصر جند الأقصى والجيش السوري الحر على قرية رأس النفل، جنوب غرب بحيرة سبخة الجبول، مما أدى إلى قطع طريق الإثرية وخناصر للمرة الثانية في 5 أشهر. وفي عمل منسق، استولى تنظيم الدولة الإسلامية (داعش) أيضا على عدة قرى على طول الشاطئ الجنوبي لبحيرة سبخة الجبول جنوب رأس النفل، مما أدى إلى إغلاق المزيد من طريق حلب وطريق الشيخ هلال - الإثرية. وقد فشلت الهجمات المضادة للجيش العربي السوري في طرد المسلحين فورا من غالبية المواقع التي تم الاستيلاء عليها.[150][159]
- 23 شباط / فبراير: اشتبكت عناصر من تنظيم داعش مع القوات المرتبطة بمجلس صبراتة العسكري داخل مدينة صبراتة في ليبيا. وأعقبت هذه الاشتباكات في اليوم نفسه هجوم لتنظيم داعش زعم فيه أنه استولى مؤقتا على مبان مختلفة بعد اقتحام المدينة. ومع ذلك شنت القوات المحلية هجوما مضادا ضد مقاتلي تنظيم داعش، مما أدى إلى إخراجهم من وسط المدينة. ومع ذلك، استمر القتال في منطقة زواغة.[160][161][162]
- 23 شباط / فبراير: تم إرسال وحدتين تابعتين للقوات القوات الخاصة التابعة للجيش السوري تعرف باسم قوة النمر للمساعدة في إعادة السيطرة على الطريق. وفي الوقت نفسه، شن تنظيم الدولة الإسلامية في العراق والشام (داعش) هجوما على بلدة خناصر الذي بدأ بتفجير انتحاري بسيارة مفخخة على حاجز في أحد ضواحيها. وخلال الصباح، استعاد الجيش أربعة من أصل سبعة مواقع فقدها على الطريق، ولكن في النهاية تمكن تنظيم الدولة الإسلامية من الاستيلاء على خاناصر. وفي فترة ما بعد الظهر شنت قوة النمر هجمة مضادة عامة مع وابل من الصواريخ تلتها هجوم بالدبابات. وانتظر الجيش السوري قبل دخول القرى التي استولى عليها تنظيم الدولة الإسلامية (داعش) حتى انتهت الغارات الجوية الروسية. وتم إطلاق الهجوم المضاد من جانبين، مع قيام قوة النمر وحزب الله بالهجوم على رأس النفل من الشمال، بينما تقدم الجيش ولواء القدس من الجنوب باتجاه خناصر. وبحلول المساء، استعادت القوات الحكومية تلة هيل خارج خناصر وقرية راس النفل.[163][164][165][166][167][168][169]
- 24 شباط / فبراير: في الصباح، دخل الجيش السوري إلى خاناصر وقرية أخرى. وفي وقت لاحق، تمكن من الاستيلاء على تل زعرور، في حين تقدم أيضا إلى وسط خناصر. وفي هذا الوقت أدى قطع الطريق من قبل تنظيم داعش إلى ارتفاع أسعار المواد الغذائية والإمدادات الطبية في مدينة حلب بشكل كبير. وفي 25 فبراير / شباط استولت قوة النمر وحلفاؤها على خناصر، في حين كانت عدة تلال خارج المدينة لا تزال تحت سيطرة تنظيم الدولة الإسلامية (داعش). ثم تقدم الجيش شمال خناصر واستولى على قرية المغيرات المجاورة، جنبا إلى جنب مع أربعة تلال شمالا (بما في ذلك تلة طلعت البيضاء الكبيرة). وبحلول نهاية اليوم، وصلت القوات الحكومية إلى قريتين أخريين وبدأت في الاستعداد لهجوم جديد في صباح اليوم التالي.[165][170][171][172][173][174][174][174][175][176][177]
- 24 شباط / فبراير: قتلت غارة جوية من التحالف الدولى حوالى 30 من مقاتلي تنظيم داعش في منطقة الكرامة شرق الفلوجة.[178]
- 25 شباط / فبراير: في أعقاب الهجوم على جنوب بحيرة سبخة الجبول، شن الجيش العربي السوري هجوما مضادا واسع النطاق، مما أدى إلى إزاحة تنظيم الدولة الإسلامية في العراق والشام (داعش) من مدينة خناصر، التي استولى عليها المسلحون قبل يومين.[179]
- 25 شباط / فبراير: عبر مقاتلو جماعة بوكو حرام النيجيرية التابعة لتنظيم داعش في أفريقيا عن تلقي تدريب متخصص من مقاتلي حركة الشباب في الصومال، وفقا لما ذكره رئيس الأمن القومي في البلاد للصحافة.[180]
- 26 شباط / فبراير: في وقت مبكر من ذلك اليوم أحرز الجيش السوري المزيد من التقدم، واستعاد ثلاث قرى. وقد حاصر قوات تنظيم داعش في جيب القرى الواقعة جنوب غرب بحيرة الجبول. وفي وقت لاحق من اليوم، استولى الجيش السوري على القرى الأربع المتبقية التي يسيطر عليها تنظيم الدولة الإسلامية في العراق والشام (داعش) مما أدى إلى تطهير الطريق إلى حلب. ومع ذلك، في مكان آخر سيطر تنظيم الدولة الإسلامية على قرية بالقرب من جبل الحمام، الذي يطل على طريق الإمداد. وقيل إن قوات الحكومة السورية أعادت تأمين القرية في اليوم التالي.[181][182][183][184][185][186][187]
- 28 شباط / فبراير: صدت القوات الحكومية العراقية هجوما انتحاريا ضخما لتنظيم الدولة الإسلامية (داعش) في أبو غريب وغرب بغداد، وهو أكبر هجوم شنه التنظيم في المنطقة منذ ما يقرب من عامين. وأدى الهجوم إلى مقتل 30 من مقاتلي تنظيم داعش و 30 جنديا عراقيا.[188]
- 28 شباط / فبراير: استولى الجيش السوري على قرية أبو الكروز الاستراتيجية بالقرب من خناصر. وفي وقت لاحق من اليوم نفسه، أعاد الجيش السوري تأمين طريق حماة حلب بالكامل، بعد أن استولى على النقطة الأخيرة على طريق الشيخ هلال - الإثرية الذي كان يسيطر عليه تنظيم الدولة الإسلامية (داعش).[188][189]

### آذار / مارس 2016
- 2 آذار / مارس: هاجم مسلحون القنصلية الهندية في جلال أباد، وقتل 5 مسلحين وأصيب 9 أشخاص.[190]
- 6 آذار / مارس: انتهى الهجوم على منطقة نانغارهار. وأعلن الرئيس الأفغاني أشرف غني في البرلمان الأفغاني أن تنظيم الدولة الإسلامية (داعش) قد هزم في الأجزاء الشرقية من البلاد. وفي ذلك اليوم أيضا، قتلت طائرة أمريكية بدون طيار في نانغارهار 15 من مقاتلي تنظيم داعش.[191][192]
- 9 آذار / مارس: هاجم ما لا يقل عن 10 من المسلحين من حركة طالبان مباني الحكومة الأفغانية في ولاية هلمند.[193]
- 14 آذار / مارس: سقطت منطقة خانشين تحت سيطرة حركة طالبان.الوضع العسكري لجماعة بوكو حرام التابعة لتنظيم داعش، اعتبارا من 25 كانون الأول / ديسمبر 2015   المناطق التي تسيطر عليها الحكومة النيجيرية
   المناطق التي تسيطر عليها جماعة بوكو حرام  التابعة لتنظيم داعش

الوضع العسكري لجماعة بوكو حرام التابعة لتنظيم داعش، اعتبارا من 25 كانون الأول / ديسمبر 2015
المناطق التي تسيطر عليها الحكومة النيجيرية
المناطق التي تسيطر عليها جماعة بوكو حرام التابعة لتنظيم داعش

- 14-10 آذار / مارس: سيطرت قوات المعارضة السورية على ثلاث قرى من بينها دوديان. وفي 17 مارس، استولى تنظيم داعش على دوديان لكنه خسرها مرة أخرى في اليوم التالي.[194][195][196][197]
- 16 آذار / مارس: هاجم مسلحون موالون لتنظيم داعش نقطة تفتيش تابعة للشرطة الأفغانية في محافظة نانغارهار، مما أسفر عن مقتل وجرح 6 من رجال الشرطة.[198]
- 19 آذار / مارس: استولت قوات المعارضة السورية على قريتين هم تقلي ومريجيل شمالي حلب من سيطرة تنظيم داعش. وفي اليوم التالي اشتبكت حركة أحرار الشام حركة السلطان مراد قذائف المدفعية والهاون مع تنظيم الدولة الإسلامية في العراق والشام (داعش). وفي نهاية المعركة استولى تنظيم داعش على قريتي توقلي ومريجيل بعد أن أوقع خسائر فادحة في صفوف المتمردين. كما أطلق الجانبان قذائف على قريتي قرا كوبري وغزل، مما تسبب في وقوع إصابات بين المدنيين. وفي 30 آذار / مارس، استولت قوات المتمردين مرة أخرى على التقلي ومريجيل. وفي الوقت نفسه، قصفت المدفعية التركية مواقع لتنظيم داعش في قرية جاكه.[199][200]
- 22 آذار / مارس: أعلن تنظيم «داعش» مسؤوليته عن هجومين بالقنابل في بروكسل في بلجيكا أسفر عن مقتل 31 شخصا على الأقل وإصابة أكثر من 220 آخرين. ووقعت هجمات في مطار بروكسل الدولى أسفر عن ما لا يقل عن 10 قتلى و 100 جريح وفي محطة مترو مالبيك أسفر عن ما لا يقل عن 20 قتيلا و 130 جريح بالقرب من مباني الاتحاد الأوروبي.[201][201][202]
- 27 آذار / مارس: استعادت القوات المسلحة السورية بدعم من القوات الجوية الروسية والميليشيات المتحالفة معها مدينة تدمر من سيطرة تنظيم الدولة الإسلامية (داعش).[203]
- 29 آذار / مارس: تحطمت طائرة من طراز F-16 تابعة للقوات الجوية الأمريكية عند الإقلاع بالقرب من قاعدة باغرام الجوية.[204]
- 30 آذار / مارس: أغلق مسلحون من حركة طالبان الطريق السريع بين ديهروود وترين كوت في ولاية أروزكان وبعد ذلك قامت القوات الأفغانية بطردهم من الطريق السريع بعد 4 أيام من القتال وقتلت القوات الأفغانية 15 قتيلا وأوقعت 8 جرحى. وقد هاجم حوالى 100 مسلح من حركة طالبان، بمن فيهم مقاتلون اجانب نقاط تفتيش للشرطة وخاصة في منطقة شارهار بولاك في ولاية بلخ مما أدى إلى مصرع شرطيين وثمانية مسلحين. وتم صد هجوم طالبان مرة أخرى بعد وصول التعزيزات واستمر القتال في مقاطعة أروزكان.[205]

### نيسان / أبريل 2016
- أوائل نيسان / أبريل: بدأت مهمة استغرقت 36 ساعة في منطقة كوت في مقاطعة نانغارهار وشملت ضربات جوية أمريكية ضد أهداف لتنظيم الدولة الإسلامية (داعش)، مما مكن قوات العمليات الخاصة الأفغانية من السيطرة على المنطقة وجزء كبير من الوادي.[206]
- 1 نيسان / أبريل: شن تنظيم الدولة الإسلامية في العراق والشام (داعش) هجوما على مقر الجبهة الشامية في ضواحي قرية مريجيل. وتم صد الهجوم من قبل فيلق الشام وفصائل لواء صقور جبل الزاوية وتم تدمير جرافة لتنظيم داعش. وقد تمكن مسلحون من الجبهة الشامية من السيطرة على قريتين. وبعد ذلك بيومين، شن عناصر من لواء المعتصم ولواء السلطان مراد وفصيل الشام هجوما على معقل لتنظيم الدولة الإسلامية في العراق والشام (داعش)، واستولت على ثماني قرى ووصلت إلى أربعة كيلومترات من قرية الراي في 4 نيسان / أبريل. وتم الاستيلاء على بعض القرى هي: تل الشاعر والرقية والقنترا وشابانيا. واعتبارا من 5 أبريل / نيسان، واستولت قوات المعارضة على 16 قرية على الأقل في المنطقة.[207][208][209][210][211][212]
- 1 نيسان / أبريل: اختطف أربعة ماليزيين كانوا على متن قارب من مانيلا عندما وصلوا بالقرب من شاطئ جزيرة ليغيتان، بينما تركوا بقية الطاقم دون أن يصابوا بأذى من بينهم ثلاثة مواطنين من ميانمار واثنين من الإندونيسيين.[213]
- 3 نيسان / أبريل: استعاد الجيش السوري السيطرة على قريتين من تنظيم داعش.[214]
- 6 نيسان / أبريل: قتل 39 من مسلحى تنظيم الدولة الإسلامية (داعش) بمن فيهم أميرهم قاري يوسف وأصيب 15 آخرون في اشتباكات مع القوات الأفغانية في ولاية ننغرهار.[215]
- 7 نيسان / أبريل: بدعم جوي من طائرات A-10 ثاندربولت استولى ت قوات المعارضة على معظم قرية الراعي والمعبر الحدودى القريب. واعتبارا من 8 أبريل كان لقوات المعارضة سيطرة كاملة على قرية الراعي مع 17 قرية أخرى.[216][217][218][219][220]الوضع العسكري في ليبيا (اعتبارا من 6 يناير 2016)   المناطق التي يسيطر عليها مجلس النواب الليبى المنتخب والجيش الوطني الليبي
   المناطق التي يسيطر عليها المؤتمر الوطني العام الجديد وميلشيا درع ليبيا
   المناطق التي يسيطرعليها تنظيم الدولة الإسلامية في العراق والشام (داعش)
   المناطق التي يسيطر عليها مجالس الشورى في بنغازي ودرنة وأجدابيا
   المناطق التي يسيطر عليها حرس المنشآت النفطية
   المناطق التي تسيطر عليها قوات الطوارق
   المناطقى التي تسيطر عليها القوات المحلية

الوضع العسكري في ليبيا (اعتبارا من 6 يناير 2016)
المناطق التي يسيطر عليها مجلس النواب الليبى المنتخب والجيش الوطني الليبي
المناطق التي يسيطر عليها المؤتمر الوطني العام الجديد وميلشيا درع ليبيا
المناطق التي يسيطرعليها تنظيم الدولة الإسلامية في العراق والشام (داعش)
المناطق التي يسيطر عليها مجالس الشورى في بنغازي ودرنة وأجدابيا
المناطق التي يسيطر عليها حرس المنشآت النفطية
المناطق التي تسيطر عليها قوات الطوارق
المناطقى التي تسيطر عليها القوات المحلية

- 8 نيسان / أبريل: وقعت معارك عنيفة لمدة 10 ساعات تقريبا في منطقة تيبو تيبو في اقليم باسيلان. وقد لقى 18 جنديا مصرعهم فيما اصيب 52 جنديا. كما قتل خمسة مقاتلين من جماعة أبو سياف في الاشتباكات، بمن فيهم إرهابي أجنبي واحد، وهو مواطن مغربي يدعى محمد ختد.[221]
- 9-10 نيسان / أبريل: استولت القوات الحكومية على 13 قرية كانت تحت سيطرة تنظيم داعش بالقرب من الضفة الجنوبية لبحيرة الجبول مما أجبر تنظيم الدولة الإسلامية (داعش) على إقامة خط دفاعي جديد شرقي البحيرة.[222][223]
- 10 نيسان / أبريل: شن تنظيم الدولة الإسلامية في العراق والشام (داعش) هجوما مضادا وشمل الهجوم من ثلاث محاور على بلدة مارع وسرعان ما استعاد التنظيم ثماني قرى. ومع ذلك استولت قوات المعارضة مرة أخرى على أربع من القرى بعد عدة ساعات. وخلال النهار، أجرى التحالف الدولي ما لا يقل عن 22 ضربة جوية على مواقع تنظيم الدولة الإسلامية في العراق مع استمرار القتال البري.
- 11 نيسان / أبريل: واصل تنظيم الدولة الإسلامية في العراق والشام (داعش) هجوما مضادا لاستعادة بلدة الري وأربع قرى أخرى. وعلى كل الأحوال استعاد تنظيم داعش في اليومين السابقين بجانب الراي 17 قرية أخرى. وشمل الهجوم المضاد لتنظيم الدولة الإسلامية (داعش) هجمات ب11 سيارة مفخخة انتحارية ضد مواقع قوات المعارضة. وفي نهاية المطاف تمكنت قوات المعارضة السورية مرة أخرى من السيطرة على ثماني قرى.[224][225][226][227][228][229][230][231][232][233][234][234][235][236]
- 12 نيسان / أبريل: أفيد بأن تنظيم الدولة الإسلامية في العراق والشام (داعش) سيطر على 13 قرية كان قد فقدها من قبل، بما في ذلك بلدة الراي.[237]
- 13 نيسان / أبريل: تمكنت قوات المعارضة من استعادة ثلاث قرى مرة أخرى. وعلى الرغم من ذلك في 14 نيسان / أبريل استولى تنظيم الدولة الإسلامية (داعش) على 10 قرى جديدة، مما أدى فعليا إلى قطع طرق الوصل بين قوات المعارضة في قريتين. وتم محاصرة قوات المعارضة في بلدة دوديان بشكل فعال. وكانت القرية الأكثر أهمية التي استولى عليها تنظيم الدولة الإسلامية في العراق والشام (داعش) هي بلدة حوار كلس التي تقع على بعد كيلومتر واحد تقريبا من الحدود التركية. وخلال تقدم تنظيم الدولة الإسلامية (داعش) انسحبت مئات المقاتلين عبر الحدود إلى تركيا. وفي اليوم التالي أعادت قوات المعارضة تأمين خمس قرى، بما في ذلك حوار كلس وإعادة ربط منطقتي سيطرة قوات المعارضة.[238][239][240][241][242][243][244][245][246][247]
- 14 نيسان / أبريل: شن تنظيم الدولة الإسلامية في العراق والشام (داعش) هجوما آخر على خناصر وفي اليوم التالي استولوا على التلال بالقرب من البلدة وحقل دورهام النفطي و 10 قرى أخرى . كما استولوا على مخزن كبير للأسلحة والذخائر وعربات مدرعة عديدة. وفي 16 أبريل تم إرسال تعزيزات من الجيش السوري إلى المنطقة وبحلول المساء استعادوا جميع الأراضي المفقودة باستثناء حقل النفط.[248][249][250][251][252][253]
- التغييرات الإقليمية بين عامى 2014-2016

التغييرات الإقليمية بين عامى 2014-2016

- 15 نيسان / أبريل: شنت القوات الأفغانية والأمريكية غارة على منزل أبو عبد الله؛ وهو عضو يشتبه في انتمائه لتنظيم القاعدة في منطقة خروار في ولاية لوكر. وتم القبض على شخصين إلى جانب الأسلحة والمعلومات الاستخباراتية، وقتل 12 شخصا (7 منهم من أصل شيشاني من الجهاديين)، بينهم 3 أطفال.[254]
- 15 نيسان / أبريل: هاجم مسلحون من جماعة أبو سياف اثنين من القوارب الإندونيسية في سيبو وهما هنري وكريستي مع اصابة 10 ركاب. وقد اختطف أربعة ركاب بينما كان خمسة اخرون في مأمن. وأصيب أحد الركاب بعد إطلاق النار عليه ولكن تم إنقاذه في وقت لاحق من قبل الوكالة البحرية الماليزية عند وصولهم إلى مياه ماليزيا.[255]
- 15- 16 نيسان / أبريل: استمر القتال وأعمال الكر والفر مع سيطرة تنظيم داعش مرة أخرى على قريتين، في حين سيطرت قوات المعارضة على قريتين آخرين.
- 17 نيسان / أبريل: استولى تنظيم الدولة الإسلامية (داعش) مرة أخرى على قرية تل بطال، غرب مدينة الري. وبعد أربعة أيام من استعادة تنظيم داعش معظم القرى التي فقدتها، شنت قوات المعارضة هجوما جديدا واستعادوا قريتين مرة أخرى. ومع ذلك استعادهم تنظيم الدولة الإسلامية في العراق والشام (داعش) في اليوم التالي.[256][257][258][259][260][261][262]

### أيار / مايو 2016
- 3 أيار / مايو: قتل جندى في سلاح مشاة البحرية الأمريكية في العراق بعد أن هاجم تنظيم داعش قاعدة لقوات البيشمركة. وقد اقتحم ما يقرب من 100 مقاتل من تنظيم داعش نقطة تفتيش على خط الجبهة وتوغلوا مسافة تتراوح بين 3 و 5 كيلومترات إلى قاعدة البيشمركة. وردت الولايات المتحدة على ذلك بضربات من طائرات إف -16 وطائرات بدون طيار التي أسقطت أكثر من 20 قنبلة.[263]
- 6 أيار / مايو: قتل أربعة من عناصر تنظيم الدولة الإسلامية (داعش) بعد أن حاصرتهم الشرطة السعودية. وأطلق المشتبه فيهم النار على قوات الأمن السعودية مما أدى إلى مقتل شخصين ومقتل اثنين آخرين فجروا أنفسهم بأحزمة متفجرة.[264]
- 6 أيار / مايو: قتل أبو وهيب مع أربعة من رفاقه جراء غارة جوية أمريكية على تجمع لتنظيم داعش في وسط مدينة الرطبة. ووصف بأنه «الأمير العسكري لمنطقة الأنبار».[265]
- 12 أيار / مايو: استهدفت القوات الخاصة البريطانية شاحنة انتحارية في مصراتة. حث أطلقت القوات البريطانية صاروخا بعد أن اقتربت سيارة مفخخة محملة بالمتفجرات من جسر يؤدي إلى المدينة.[266]
- 16- 18 أيار / مايو: شن الجيش العراقي هجوما لاستعادة مدينة الرطبة من تنظيم داعش. وتم استعادة المدينة في 18 مايو.[267]
- 23 أيار / مايو: أعلن رئيس الوزراء العراقي حيدر العبادي عن بدء العمليات العسكرية لاستعادة مدينة الفلوجة من سيطرة التنظيم.[268]
- 25 أيار / مايو: احتجز أربعة أشخاص يشتبه في قيامهم بتجنيد عناصر للقتال لتنظيم داعش في بلجيكا. وأمر أحد قضاة التحقيق بإلقاء القبض على اثنين، وأطلق سراح أحدهما في ظروف صارمة، وأطلق سراح الآخر بسوار إلكتروني.[269]
- 26 أيار / مايو: استعادت القوات العراقية والميليشيات الداعمة لها مدينة الكرمة من تنظيم الدولة الإسلامية (داعش) كجزء من الهجوم على الفلوجة.[270]
- 31 أيار / مايو: شنت قوات سوريا الديمقراطية ذات الأغلبية الكردية المتحالفة مع المقاتلين العرب وبدعم من التحالف الدولي بقيادة الولايات المتحد هجوم على تنظيم داعش في مدينة منبج شمال سوريا.[271]

### حزيران / يونيو 2016
- 25 حزيران / يونيو: قتل اثنين من كبار القادة العسكريين في تنظيم داعش وهم باسم محمد أحمد سلطان البجاري، نائب لأحد وزراء تنظيم داعش وحاتم طالب الحمدوني، وهو قائد عسكري في شمال العراق، في غارة جوية أمريكية قرب الموصل.[272]
- 26 حزيران / يونيو: أعلن عن تحرير مدينة الفلوجة تحررا كاملا من قبل قائد عسكرى عراقي كبير.[273]

### تموز/ يوليو 2016
- 1 تموز/ يوليو: اقتحم سبعة مسلحين مخبز هولي أرتيسان في منطقة غولشان في العاصمة البنغلاديشية دكا وأخذوا عدد من الرهائن بما في ذلك الأجانب. وقتل 28 شخصا، بينهم 20 رهينة (17 منهم أجانب)، وضابطان من الشرطة البنغلاديشية، وستة مسلحين.[274][275]
- 5 تموز/ يوليو: هاجم بعض المسلحين ملهى ليلى في بوتشونغ بماليزيا باستخدام قنبلة يدوية وهو أول هجوم في ماليزيا. وأصيب 8 أشخاص خلال الهجوم. كما أصدر تنظيم داعش شريط فيديو لإعلان الحرب على ماليزيا وإندونيسيا.[276][277][278]
- 9 تموز / يوليو: سيطرت القوات العراقية بمساعدة الغطاء الجوي من مقاتلات التحالف الدولى الذي تقوده الولايات المتحدة على قاعدة القيارة الجوية الذي تقع غربا على بعد 40 ميلا (60 كلم) من مدينة الموصل. ولم يبلغوا عن أي مقاومة من تنظيم داعش.[279]
- 13 تموز/ يوليو: تم تأكيد مقتل أبو عمر الشيشاني وهو أحد كبار القادة العسكريين في تنظيم داعش. ومع ذلك يزعمون أنه قتل في الموصل خلافا للتقارير السابقة بأنه قتل في سوريا.[280]
- 23 تموز/ يوليو: قتل ما لا يقل عن 80 شخصا وأصيب أكثر من 230 شخصا بعد قيام اثنين من مسلحي تنظيم داعش بتفجيرات انتحارية أثناء مظاهرة احتجاجية في مدينة كابول في أفغانستان.[281]
- 26 تموز/ يوليو: أدى حادث احتجاز الرهائن من قبل شخصين، قتلا في وقت لاحق من قبل الشرطة، في كنيسة سانت تيتيان وهي كنيسة كاثوليكية تعود إلى القرن السابع عشر في سانت تيتيان دو روفراي أثناء القداس المقدس وتم قتل كاهن الكنيسة وأصيب أحد الرهائن بجراح خطيرة جدا. ووقع الهجوم باسم تنظيم داعش، وزعمت قناة تنظيم الإخبارية أن منفذى العملية هم جنودها، وعلى غرار ما حدث بعد الهجمات الأوروبية الأخيرة، ولكن لا يوجد تأكيد مستقل، أو أدلة ثابتة، حتى الآن أنهم ترتبطم ارتباطا مباشرا بتنظيم داعش.[282][283][284]

### آب / أغسطس 2016
- 13 آب / أغسطس: سيطرت القوات الكردية والعربية مع الدعم الجوي الأمريكي على بلدة منبج في شمال سوريا. وتعتبر بلدة منبج مهمة استراتيجيا كما أنها على طريق إمدادات تنظيم الدولة الإسلامية من الحدود التركية إلى عاصمة تنظيم الدولة الإسلامية (داعش) بحكم الأمر الواقع في الرقة. وتم اكتشاف كمية كبيرة من المواد الاستخبارية في منبج بما في ذلك خطط لتنظيم داعش للهجوم على أهداف في أوروبا، مثل فرنسا.[285][286]
- 24 آب / أغسطس: شن تنظيم الدولة الإسلامية (داعش) هجوما جديدا على الريف الشرقي لمحافظة حلب واستهدفت دفاعات الجيش السوري شمال مطار كويرس العسكري مباشرة.[287]
- 24 آب / أغسطس: استولت القوات التركية والميليشيات الداعمة لها بالإضافة إلى الضربات الجوية الأمريكية على بلدة جرابلس الحدودية السورية في غضون 24 ساعة. وأفادت مصادر تركية بأنهم تمكنوا من تأمين آخر ما تبقى من امتداد على مسافة 91 كم من تنظيم داعش التي كان يحتلها في المنطقة الحدودية السورية بجوار الحدود التركية بين اعزاز وجرابلس.[288][289]
- 30 آب / أغسطس: تم الإعلان عن مقتل أبو محمد العدناني المتحدث الرسمى باسم تنظيم داعش واسمه الحقيقى طه صبحي فلاحة وهو يعتبر من القادة الكبار والمهمين في تنظيم داعش في غارة جوية للتحالف الدولى في محافظة حلب.[290]

### تشرين الأول / أكتوبر 2016
- 9 تشرين الأول / أكتوبر: ذكرت هيئة الإذاعة البريطانية أن تنظيم الدولة الإسلامية (داعش) فقد أكثر من 25٪ من أراضيه في سوريا والعراق منذ يناير 2015. ومع ذلك فقد تباطأ معدل خسارته للأراضي في الأشهر الثلاثة الأخيرة حتى أكتوبر لأن روسيا خفضت من ضرباتها الجوية على تنظيم داعش وتركز على دعم نظام الأسد.[291]
- 16 تشرين الأول / أكتوبر: ادعى ت الفصائل المسلحة المدعومة من تركيا أنهم استولوا على مدينة دابق ذات الأهمية الرمزية. وقالوا إن «أعضاء التنظيم قد انسحبوا منها».[292]
- 21 تشرين الأول / أكتوبر: أفادت قوات الحكومة العراقية أنها استعادت قريتين أخريين في جنوب الموصل هما ناناها والعويزات مما أسفر عن مقتل 15 مقاتلا من تنظيم داعش.[293]
- 21 تشرين الأول / أكتوبر: أعدم تنظيم الدولة الإسلامية (داعش) مئات من الرجال والفتيان في الموصل، في خضم هجوم كبير قامت به القوات العراقية لاستعادة المدينة.[294]
- 24 تشرين الأول / أكتوبر: وفقا لمنظمة الطرق الإنسانية المسيحية أشارت إلى شهادات الناجين من تنظيم الدولة الإسلامية (داعش) أن التنظيم قام بقتل ستة أشخاص على الأقل بحرقهم أحياء في الأفران. وقيل إن طفلا واحدا على الأقل قتل لرفضه التخلي عن اسمه المسيحي.[295][296][297][298]

### تشرين الثاني / نوفمبر 2016
- 2 تشرين الثاني / نوفمبر: اكتسبت قوات حكومة الوفاق الوطنى (قوات البنيان المرصوص) موطئ قدم جديد في المنطقة الأخيرة التي يسيطر عليها تنظيم داعش في مدينة سرت وتقدمت أكثر في يوم 6 نوفمبر. وأثناء القتال أطلقت قوات حكومة الوفاق الوطنى (قوات البنيان المرصوص) 14 مدنيا كانوا محتجزين لدى تنظيم داعش. بينما قتل قائد كبير من قوات حكومة الوفاق الوطنى (قوات البنيان المرصوص).[299][300][301][302]
- قتل عدد من مسلحى تنظيم الدولة الإسلامية (داعش) 52 شخصا في مدرسة حكومية تقع في شرق مدينة الموصل، بعد يوم واحد من دخول القوات العراقية المدينة على الجبهة الشرقية.[303]
- 6 - 14 تشرين الثاني / نوفمبر: استولت قوات المعارضة السورية على 36 قرية على بعد 2 كيلومتر من مدينة الباب. في الوقت نفسه استولت قوات سوريا الديمقراطية على 7 قرى شرق مدينة الباب في محاولة لمحاصرة قرية أريما.[304][305]
- استخدم انتحاريون سيارات إسعاف محملة بالمتفجرات لقتل 21 شخصا على الأقل وجرح آخرين في مدينتي تكريت وسامراء العراقيتين.[306]
- 6 تشرين الثاني / نوفمبر: ذكر مفوض الأمم المتحدة السامي لشؤون اللاجئين أن 33.996 شخصا قد نزحوا من مدينة الموصل. وتفتقر 63 في المائة من الأسر إلى الوثائق المدنية و 21 في المائة من الأسر ترأسها أنثى. في الساعات ال 48 الماضية شهدت زيادة بنسبة 53 في المائة في حالات النزوح في اليوم التالي وأعلنت منظمة الصحة العالمية أنها أنشأت 82 من فرق الاستجابة السريعة للاستعداد لمساعدة المدنيين الفارين من مدينة الموصل، بما في ذلك الأوبئة الصحية مثل الكوليرا والتعرض إلى المواد الكيميائية. وكان هناك قلق خاص من تفشي الأمراض المحتملة بين الأطفال الصغار الذين لم يتم تحصينهم ضد الأمراض منذ استيلاء تنظيم الدولة الإسلامية (داعش) على المدينة في يونيو / حزيران 2014.[307]
- على الجبهة الجنوبية الغربية، أفادت القوات العراقية أنها على بعد 4 كيلومتر من مطار الموصل الدولي بعد سيطرتها على حمام الليل في اليوم السابق. اقتحمت القوات العراقية منطقة السادة وهي أول مدخل في شمال مدينة الموصل.[308][309]
- أفاد موقع عين الموصل عن وجود ذعر ويأس كبير داخل المدينة من المواطنين الذين يخشون الموت الوشيك من القوات العراقية أو تنظيم الدولة الإسلامية في العراق والشام (داعش) الذي بدأ في تركيب قنابل حول المباني السكنية. وكتب: «داعش يحاصر المنازل بالقنابل، ونحن نعيش بين القنابل الموقوتة من حولنا، وإذا كانت الغارات الجوية وإطلاق النار لا يقتلنا، فإن تلك السيارات المفخخة سوف تقوم بهذه المهمة قريبا».[310]
- أعلن مكتب الإعلام الحربى العراقى أن أبو حمزة الأنصاري أحد قادة داعش الرئيسيين من الجزائر قد قتل في جنوب الموصل خلال القتال مع الفرقة 15 للجيش العراقي.
- وقال مسؤول كردي لشبكة رووداو الإخبارية أن المدنيين في شرق الموصل شنوا هجمات ضد تنظيم الدولة الإسلامية في العراق والشام (داعش) مما أسفر عن مقتل ثلاثة أشخاص: «وأن الوضع في الموصل سيئ، وقد ارتفع عدد السكان المنتفضين ضد داعش في حيي النبي يونس وباكير، مما أسفر عن مقتل ثلاثة مسلحين وإجبار 111 عائلة مرتبطة بالتنظيم فهربوا إلى سوريا».
- 7 تشرين الثاني / نوفمبر: أعلن مكتب الإعلام الحربي العراقى عن العثور على حوالى 100 من الجثث مقطوعة الرأس في منطقة حمام العليل. وقال المكتب في البيان «أنهم وجدوا جريمة جديدة داخل مبنى كلية الزراعة: حيث وجدوا 100 جثة مقطوعة الرأس لمواطنين قتلهم الإرهابيون وسيتم إرسال فريق خاص لتفقد هذه الجريمة الشنيعة».[311]
- أفادت شبكة رووداو الإخبارية أن مقاتلي البشمركة شنوا هجوما هائلا في الصباح ليسيطروا على بلدة بعشيقة التي لا تزال يحتلها تنظيم داعش. وقد حاصرت قوات البيشمركة البلدة لمدة أسبوعين. وكان يعتقد أن ما بين 100 إلى 200 من مقاتلي تنظيم داعش قد غادروا بعشيقة وهي آخر مدينة كبرى يسيطر عليها تنظيم داعش في المنطقة التي تسيطر عليها حكومة إقليم كردستان العراق. وقال القائد كاكا حماة أن البشمركة هاجمت البلدة من ثلاث جبهات، وأن الغارات الجوية للتحالف الدولى قد لعبت دورا كبيرا في الهجوم. وفي وقت مبكر من بعد الظهر ذكرت شبكة رووداو الإخبارية أن بلدة بعشيقة قد تم تحريرها وأنها أصبحت تحت السيطرة الكاملة للبيشمركة.[311][311][312]
- على الجبهة الجنوبية أفادت وكالة الأنباء الفرنسية أن منطقة حمام العليل التي كان تخضع للسيطرة العراقية منذ 5 نوفمبر وقد تم تحريرها بالكامل من قبل مجموعة من الشرطة العراقية الفيدرالية وقوات نخبة وزارة الداخلية.[313]
- أفادت قناة السومرية بأن تنظيم داعش قد أعدمت سبعة من مقاتليها بسبب الهروب من ساحة المعركة في وسط الموصل.[314]
- 8 تشرين الثاني / نوفمبر: قتل 30 شخصا في اطلاق نار في نيجيريا.[315]
- قتلت قوات البيشمركة الكردية 12 مقاتلا من تنظيم داعش كانوا يحاولون الفرار من بلدة بعشيقة المحررة مؤخرا. ولا يزال أعضاء تنظيم داعش يهاجمون المدن والمناطق التي تم تحريرها عبر الأنفاق ويقومون بتدمير الكمائن وأنهم أصبحوا مصدر قلق كبير كما قال الجنرال موسى جاردي لشبكة رووداو الإخبارية.[316]
- على الجبهة الغربية أفادت التقارير أن قوات الحشد الشعبى قد تقدمت لمسافة 25 كم نحو قاعدة تلعفر الجوية العسكرية ذات الأهمية الاستراتيجية جنوب المدينة. وأعلن التنظيم عن غارة جوية دمرت مقر لتنظيم الدولة الإسلامية (داعش) بالقرب من تلعفر في ذلك اليوم.[317][318]
- مجزرة حمام العليل: قتل تنظيم الدولة الإسلامية (داعش) 300 مدني على الأقل انتقاما منهم بسبب رفضهم القتال من أجل تنظيم داعش.
- قتل مسلحون أكثر من 30 من عمال التنقيب عن الذهب في منطقة نائية في شمال نيجيريا. وتم الاشتباه في جماعة بوكو حرام.[319]
- قتل ما لا يقل عن خمسة جنود نيجيريين وأصيب ثلاثة آخرون في هجوم إرهابي.[320]
- قتل مدنيان وأصيب ثلاثة جنود وأضرمت النار في 100 منزل عندما اقتحم مقاتلو جماعة بوكو حرام أحد القري النيجيرية.[321]
- 9 تشرين الثاني / نوفمبر: أحرزت قوات حكومة الوفاق الوطنى (قوات البنيان المرصوص) مزيد من التقدم داخل مدينة سرت ولم يقدر سوى عدد قليل من قناصة تنظيم داعش في المنطقة التي لا تزال تحت سيطرتها.[322]
- قتل 4 أشخاص وأصيب 6 آخرون بعد انفجار عبوة ناسفة محلية الصنع.[323]
- قتل ما لا يقل عن سبعة مدنيين في انفجار في ولاية قندهار.[324]
- 11 تشرين الثاني / نوفمبر: ظهر فيديو لأفراد من الجيش العراقي ظهر فيه تعذيب وقتل طفل عراقي. حيث تم سحل الصبي المعروف باسم محمد علي الحديدى على رمال الصحراء وتم قتله بالرصاص قبل أن تقوم دبابة بالسير فوقه. وتم التعرف على الرجال في الفيديو على أنهم من الشيعة حيث كانوا يصيحوا بالعبارات الطائفية عند قتل الطفل وهو سني. وتسبب الفيديو في غضب شديد على وسائل الاعلام الاجتماعية، مع الناطقين باللغة العربية حيث تم استخدام هاشتاج أو وسم على نطاق واسع على مواقع التواصل الاجتماعى أطلق عليه (الإنجليزية: Crushed_By_A_Tank#) (العربية: # السحق_بالدبابة). وكان الجنود يرتدوا شارات القوات الخاصة العراقية.[325]
- أعدم تنظيم الدولة الإسلامية (داعش) 40 مدنيا في مدينة الموصل. كما أعلن تنظيم الدولة الإسلامية (داعش) أنه أعدم ستة مقاتلين بسبب هروبهم من ساحة المعركة. وأطلق تنظيم الدولة الإسلامية (داعش) النار على 40 مدنيا قبل أن تصلبهم بتهمة الخيانة وقتلت 20 آخرين من أجل تسريب المعلومات. وقتلوا أيضا رجلا بسبب استخدام الهاتف المحمول، وشنق ستة مدنيين لحفظ بطاقات هاتف مخفية.[326][327]
- اختطفت جماعة أبو سياف سفينة شحن فيتنامية واختطفت ستة من أفراد الطاقم.[328]
- 12 تشرين الثاني / نوفمبر: قتل ما لا يقل عن 15 مقاتلا من قوات سوريا الديمقراطية يوم السبت في هجومين من تنظيم الدولة الإسلامية (داعش) في حلب والرقة في سوريا. وقتل سبعة مقاتلين آخرين من قواتسوريا الديمقراطية خلال معارك في منطقة خنيز شمال الرقة وشن تنظيم داعش هجوما مضادا بعد أن خسروا الأراضي.[329]
- تفجير خوزدار 2016: قتل 55 شخصا على الأقل من بينهم نساء وأطفال وجرح أكثر من 100 شخص عندما تم تنفيذ عملية انتحارية في مزار نورانى شاه المزدحم في بلدة هاب في منطقة لاسبيلا في اقليم بلوشستان بباكستان.[330][331][332][333][334][335]
- أعدم تنظيم الدولة الإسلامية (داعش) 60 مدنيا.[336]
- 14 تشرين الثاني / نوفمبر: تمكنت الفصائل المسلحة المدعومة من تركيا من الدخول إلى الضواحي الشمالية لمدينة الباب، ولكنها كانت تواجه مقاومة شديدة حيث اندلع القتال في سوق للمواشي على بعد 2 كيلومتر شمال المدينة. وتم حصارالمدينة من جهة الشمال والشمال الغربي مع فتح طريق واحد التراجع الوحيد المتبقي لتنظيم داعش في الجنوب الشرقي نحو الرقة من خلال بلدة دير حفير التي يسيطر عليها تنظيم الدولة الإسلامية في العراق والشام (داعش). وفي المساء أقامت الفصائل المسلحة المدعومة من تركيا من السيطرة على مصادر اطلاق النيران في دوار الجفرة واستولوا على عدة مبان مجاورة في الجزء الشمالي من مدينة الباب، مما جعلهم يسيطرون على أقل من 5 في المئة من المدينة. ومع ذلك في اليوم التالي أجبرت الفصائل المسلحة على الانسحاب كيلومتر واحد إلى الشمال من مدينة الباب. وفي الوقت نفسه سيطرت الفصائل المسلحة على مدينة قباسين شمال مدينة شرق الباب.[304][305][337]
- ادعى تنظيم الدولة الإسلامية (داعش) صباح يوم الاثنين أن قواته أسقطت طائرة هليكوبتر هجومية أمريكية في منطقة مرغاب في أفغانستان.[338]
- فجر ثلاثة انتحاريين أنفسهم داخل منطقة عين التمر بمدينة كربلاء يوم الاثنين، مما أسفر عن مقتل ستة أشخاص.[339]
- فجر انتحاري من تنظيم الدولة الإسلامية (داعش) 8 أشخاص في بغداد. وأصيب 6 أشخاص في الهجوم.[340]
- 15 تشرين الثاني / نوفمبر: أسفر انفجار سيارتين مفخختين عن مقتل 8 أشخاص في الفلوجة. وأصيب 20 شخصا اخرين.[341]
- قتل تنظيم الدولة الإسلامية (داعش) 21 مدنيا في مدينة الموصل اتهمت بالتعاون مع قوات الأمن العراقية المدعومة من الولايات المتحدة.[342]
- 16 تشرين الثاني / نوفمبر: قتل تنظيم الدولة الإسلامية (داعش) 21 مدنيا في مدينة الموصل بتهمة التعاون مع قوات الأمن المدعومة من الولايات المتحدة.[342]
- قتل جندي آخر وأصيب ثمانية آخرون بجروح في كمين نصته جماعة بوكو حرام مما أدى إلى وفاة مقدم في الجيش النيجيرى.[343]
- 16 تشرين الثاني / نوفمبر: قتل تنظيم داعش أربعة عشر مدنيا في حي الزهراء الخاضع لسيطرة الحكومة العراقية.[344]
- في الوقت نفسه استولى الجيش على قاعدة تلعفر الجوية العسكرية غرب مدينة الموصل مما أسفر عن مقتل عدد كبير من مقاتلي تنظيم داعش في هذه العملية.[345][346]
- 18 تشرين الثاني / نوفمبر: قتل ما لا يقل عن 40 شخصا وجرح أكثر من 60 شخصا بعد هجوم انتحاري بسيارة مفخخة استهدف حفل زفاف أحد رجال الشرطة في عامرية الفلوجة في العراق.[347][348]
- 18 تشرين الثاني / نوفمبر: على الجبهة الغربية قامت قوات الحشد الشعبى بتأمين وإزالة قاعدة تلعفر الجوية العسكرية التي استولوا عليها من تنظيم الدولة الإسلامية (داعش) قبل يومين، والإعداد للهجوم على المدينة. وفي المنطقة المجاورة كانوا يهاجمون القرى الأخرى. قامت قوات حرس الحدود بالسيطرة على أكثر من 16 قرية في المنطقة المحيطة، خلال الأيام السابقة.[349][350][351]
- 19 نتشرين الثاني / نوفمبر: قتل تنظيم الدولة الإسلامية (داعش) سبعة من مقاتلي العشائر السنية الذين يدعمون الحكومة العراقية وخمسة من رجال الشرطة يوم السبت في بلدة جنوب الموصل.[352]
- أعلن ضابط عسكري أن خمسة من عناصر ميليشيا الحشد الشعبي الشيعية قد قتلوا في كمين لتنظيم داعش يوم السبت في شمال العراق.[353]
- 20 تشرين الثاني / نوفمبر: قتل جندي تركي وجرح اثنان آخران في هجوم بالقنابل شنه مسلحون من تنظيم الدولة الإسلامية (داعش) بالقرب من مدينة الباب شمال سوريا.[354]
- على الجبهة الغربية واصلت قوات الجيش العراقي التقدم على أطراف مدينة تلعفر لتعزيز قوات الحشد الشعبي التي تستعد لاستعادة المدينة.[355]
- حتى هذه اللحظة تم تخفيض سيطرة تنظيم الدولة الإسلامية في العراق (داعش) على الأراضى إلى كيلومتر مربع واحد فقط. وقام حوالي 400 من مقاتلي تنظيم داعش بالفرار من مدينة سرت منذ بداية الهجوم وكانوا يشنون هجمات من وراء خط المواجهة.[356]
- 20 تشرين الثاني / نوفمبر: قتل 3 من قوات حكومة الوفاق الوطنى (قوات البنيان المرصوص) في هجوم مضاد لتنظيم الدولة الإسلامية (داعش).[357]
- 21 تشرين الثاني / نوفمبر: نفذ مسلحون من تنظيم الدولة الإسلامية (داعش) هجوما انتحاريا على مسجد باقر العلوم في كابول الذي كان مزدحما بالشيعة وقتل أكثر من 30 شخصا وجرح العشرات.[358]
- 21 تشرين الثاني / نوفمبر: تفجير كابول الانتحارى 2016: قتل ما لا يقل عن 30 شخصا وأصيب 35 آخرون في تفجير انتحاري في مسجد بمدينة كابول.[359][360][361]
- 21 تشرين الثاني / نوفمبر: استولت قوات سوريا الديمقراطية على قريتين أخريين. بينما شن تنظيم الدولة الإسلامية (داعش) هجوما مضادا بالقرب من تل سمعان. وخلال الأيام القليلة الماضية حاولت قوات سوريا الديمقراطية المضي قدما للسيطرة غلى قرية القليطة. ولكنها لم تتمكن من اختراق الخط الدفاعى لتنظيم داعش جنوب تل سمعان. وفي 24 تشرين الثاني / نوفمبر قتل جندي أمريكي متأثرا بجراحه التي أصيب بها أثناء عبوره بالقرب من عبوة ناسفة محلية الصنع بالقرب من بلدة عين عيسى، شمال الرقة.[362][363][364][365][366]
- 21 تشرين الثاني / نوفمبر: تقدمت قوات حكومة الوفاق الوطنى (قوات البنيان المرصوص) واستولت على مدرسة محصنة يتحصن فيها أفراد التنظيم واستولوا على عدد من المنازل المحاصرة في اليوم التالي. وفتل 37 من مقاتلى تنظيم داعش في اشتباكات وقعت ففى 21 و 22 تشرين الثاني / نوفمبر، في حين ألقي القبض على 14 شخصا. كما فقدت قوات حكومة الوفاق الوطنى (قوات البنيان المرصوص) 8 مقاتلين. كما استأنفت الولايات المتحدة ضرباتها الجوية على تنظيم الدولة الإسلامية في العراق والشام (داعش) في هذه المرحلة على مواقع التنظيم داخل مدينة سرت. وقد تأخر تقدم قوات حكومة الوفاق الوطنى (قوات البنيان المرصوص) بسبب الفخاخ المتفجرة والألغام. وكان من الضروري سحب جزء من القوات من الخط الأمامي الضيق وتم حجزها لتخفيف العبء عن المقاتلين الآخرين.[367][368][369]
- لقى ستة اشخاص على الاقل مصرعهم واصيب 20 اخرون بجراح في سلسلة من الهجمات في بغداد يوم الأحد. وقال اللواء حاتم الجبوري لوكالة الاناضول ان انفجار قنبلة في جنوب شرق بغداد استهدف سيارة دورية مما ادى إلى مقتل جندي واصابة أربعة اخرين بجروح. وقال الجبوري ان ثلاثة مدنيين قتلوا واصيب سبعة اخرون بجروح في هجوم في الحي المركزي في بغداد. وفي هجوم بقنبلة بالقرب من منطقة السوقية في مدينة اليوسفية بالقرب من بغداد ولقى شخصان مصرعهما وأصيب تسعة آخرون. ولم يكن هناك أي ادعاء بالمسؤولية عن أعمال العنف التي وقعت يوم الأربعاء، ولكن السلطات العراقية عادة ما تلوم في مثل هذه الهجمات على تنظيم داعش الإرهابية.[370]
- أسفر انفجار سيارة مفخخة عن مقتل 3 أطفال وإصابة 20 آخرين في مدينة بنغازي.[371]
- 22 تشرين الثاني / نوفمبر: تحركت القوات الأمنية العراقية يوم الثلاثاء لاستعادة حي آخر في القطاع الشرقي الشمالى من مدينة الموصل، لكنها واجهت مقاومة شديدة من مقاتلي تنظيم الدولة الإسلامية (داعش) وفقا لما ذكره أحد كبار القادة العسكريين العراقيين.
- أسفرت انفجار قنبلة عن مقتل شخص واصابة ثلاثة اخرون بجروح في منطقة شامان في باكستان.[372]
- 22 تشرين الثاني / نوفمبر: لم يبق سوى 50 مسلحا في بضع عشرات من المبانى التي لا يزال يسيطر عليها تنظيم الدولة الإسلامية (داعش).[369][373]
- في الفترة ما بين 22 - 23 تشرين الثاني / نوفمبر: تبدلت السيطرة على بلدة قباسين مرتين أخريين ولكن في نهاية المطاف تحت سيطرة تنظيم الدولة الإسلامية (داعش). وفي 23 تشرين الثاني / نوفمبر، استولت قوات سوريا الديمقراطية على أريما. وردا على ذلك قصفت المدفعية التركية القرى التي تسيطر عليها قوات سوريا الديمقراطية في المنطقة.[374][375][376][377][378]
- قال العميد حيدر فاضل من القوات الخاصة العراقية لوكالة الأسوشييتد برس إن مقاتلي تنظيم الدولة الإسلامية (داعش) يستهدفون قواته بالصواريخ وقذائف الهاون مما ساهم في تقدم القوات ببطء في حي الزهور المكتظ بالسكان. وصرح «نحن نتقدم بحذر، لأن هناك الكثير من المدنيين الذين ما زالوا يعيشون هناك».[379]
- في الوقت نفسه دمرت الغارة الجوية الأمريكية الجسور الاربعة في اقصى جنوب مدينة الموصل خلال ال 48 ساعة الماضية لاعاقة حرية الحركة لتنظيم داعش في الموصل. وهو ما يضعف قدرتهم على إعادة تزويد مقاتليهم أو تعزيزهم في جميع أنحاء المدينة.[380]
- 23 تشرين الثاني / نوفمبر: أعلنت قوات حرس الحدود العراقية بقطع الطريق بين سنجار وتلعفر، وتطويق المنطقة من الجنوب التي تربطها مع وحدات المقاومة في سنجار ووحدات المرأة الايزيدية إلى الشمال، وبذلك تكتمل تطويق مدينة الموصل.[381][382]
- قتل أحد أعضاء تنظيم الدولة الإسلامية (داعش) عقيدا في القوات الأمنية.[383]
- 24 تشرين الثاني / نوفمبر: وفقا للجيش التركي شنت القوات الجوية العربية السورية غارة جوية على القوات التركية الخاصة والفصائل المسلحة المدعومة من تركيا شمال مدينة الباب، مما أسفر عن مقتل ثلاثة جنود أتراك وجرح عشرة. وقال المسؤولون الأتراك في البداية إن الضحايا كانوا بسبب هجوم تنظيم داعش، قبل إلقاء اللوم على القوات الجوية السورية. ومع ذلك اعترض الرصد السورى لحقوق الإنسان على أنه ضربة جوية وذكرت أنها في الواقع كان هجوم انتحاري من تنظيم الدولة الإسلامية (داعش). بالإضافة إلى ذلك، أكد تنظيم الدولة الإسلامية (داعش) أنه نفذ عملية انتحارية في المنطقة. في وقت لاحق أصدر مكتب رئيس الوزراء التركي أمر بشأن الإبلاغ عن الغارة الجوية بأنه كانت خطأ. في حين دعا زعيم حزب الشعب الجمهوري المعارض الرئيسي كمال كليكداروغلو الحكومة التركية إلى «التصرف بالشكل السليم». وفي المساء نفت القوات الجوية السورية رسميا أو أن قامت القوات الجوية الروسية بشن ضربة جوية ضد القوات التركية. وفي نفس الوقت استولت قوات سوريا الديمقراطية، بدعم من القوات الحكومية السورية على ثلاث قرى من تنظيم داعش غرب مدينة الباب وعلى بعد 10 كيلومترات من المدينة. كما سيطرت قوات المعارضة على قريتين شرق مدينة الباب، ووصلوا إلى الطريق الرئيسي بين مدينة الباب ومدينة منبج للمرة الأولى.[384][385][385][386][387][388][389][390][391][392]
- 24 تشرين الثاني / نوفمبر: تقدم الجيش السورى إلى منطقة مساكن هنانو واستولى على أكثر من نصف المبانى العشرة الرئيسية. وكان الهدف من التقدم هو تقسيم الجزء الذي يسيطر عليه مسلحى قوات المعاضة في حلب إلى اثنين. وأدى القصف الحكومي الشديد والمنهجي إلى وقوع خسائر كبيرة في صفوف مسلحى المعارضة. بحلول اليوم التالي كانت القوات الحكومية تسيطر على أجزاء كبيرة من منطقة مساكن هنانو.[393][394][395]
- تمكن الجيش العراقي من تحرير قرى تواجينا وقارة تابا واليرغنتي وحوصلات جنوب مدينة الموصل.[396]
- قتل 8 جنود من الجيش المصرى في شبه جزيرة سيناء. كما قتل ثلاثة ارهابيين في الهجوم. وتم العثور على 4 جنود آخرين في يوم الجمعة 25 نوفمبر.[397]
- 24 تشرين الثاني / نوفمبر 2016: تفجير الشوملي (2016) حيث أسفر انفجار شاحنة مفخخة عن قتل ما لا يقل من 100 شخص في مدينة الحلة العراقية.[398][399]
- انفجرت سيارة مفخخة بالقرب من مكتب حاكم مدينة أضنة التركية. وقتل ما لا يقل عن شخصين وجرح عشرين آخرين.[400]
- قتل أحد أعضاء الخدمة الأمريكية من جراء عبوة ناسفة محلية الصنع في شمال سوريا.[401]
- قتل 3 جنود وأصيب 7 آخرون في هجوم شنه مسلحون من تنظيم الدولة الإسلامية (داعش) بالقرب من مدينة الباب شمال سوريا.[402]
- هاجمت شابتان انتحاريتان بلدة في منطقة شمال الكاميرون في وقت مبكر من يوم الخميس. وفجرت إحدى الفتاتان نفسها في منطقة مورا مما أسفر عن مقتل الفتاة وإصابة ما لا يقل عن أربعة أشخاص. وقتلت الانتحارية الثانية قبل تنفيذ تفجيرها.[403]
- قتل ضابطان من القوات الخاصة و 2 من المشتبه فيهم في معركة نارية في مدينة نازران في جمهورية إنغوشيتيا أحد الكيانات الفيدرالية لروسيا الاتحادية.[404]
- 25 تشرين الثاني / نوفمبر: أسفر عدد من الانفجارات عن مقتل 6 أشخاص على الأقل وأصابت 27 آخرين. وقعت الانفجارات في مدينة جلال أباد.[405]
- 25-27 تشرين الثاني / نوفمبر: استولت قوات سوريا الديمقراطية على قريتين من تنظيم داعش غرب مدينة الباب بينما استولت قوات المعارضة المدعومة من تركيا على ثلاثة في شرق المدينة. بالإضافة إلى ذلك، شنت قوات المعارضة المدعومة من تركيا هجوما على قريتين تحت سيطرة قوات سوريا الديمقراطية شرق المدينة، مع نتائج غير واضحة. وفي الوقت نفسه، تقدمت القوات الموالية للحكومة السورية أيضا وسيطرت على أربع قرى من تنظيم داعش غرب مدينة الباب.[406]
- على الجبهة الغربية سيطرت قوات الحشد الشعبي على سبع قرى أخرى جنوب غرب تلعفر، في اتجاه البعاج والحدود مع سوريا وهي: تل سمير وشمال تل سمير وتل أبتان وأم نخلة وأم الحجرات والعجبوري.[407]
- قتل خمسة اشخاص على الاقل بينهم جندي تركي في هجوم.
- لقى جنديان مصرعهما عندما حاول عدد من المسلحين دخول مسجد في شمالى باكستان. وقتل اثنان من المسلحين جراء إطلاق النار بينما فجر الاثنان الآخران ستراتهم الانتحارية.[408]
- 26 تشرين الثاني / نوفمبر: قتل تنظيم الدولة الإسلامية (داعش) 16 مدنيا عراقيا في الموصل.[409]
- 26 تشرين الثاني / نوفمبر: تمكنت قوات حكومة الوفاق الوطنى (قوات البنيان المرصوص) من السيطرة على حوالي 30 مبنى ولكنها مازالت تواجه مقاومة شديدة. وفي الفترة ما بين 26 و 27 تشرين الثاني / نوفمبر قتل 8 - 9 مقاتلين من قوات حكومة الوفاق الوطنى (قوات البنيان المرصوص) و 14 مقاتلا من تنظيم الدولة الإسلامية في العراق والشام (داعش) خلال الاشتباكات.[410][411][412][413][414]
- 27تشرين الثاني / نوفمبر: وقع انفجار في أحد الشوارع في مدينة الراعي شمال سوريا ويعتقد أنه تفجير انتحاري من تنظيم الدولة الإسلامية (داعش) وأبلغ عن عدد من القتلى وأصيبت ععد من أفراد الأمن واستقبلت المستشفيات حوالى 12 جريحا معظمهم من الأطفال.[201]
- أطلق مسلحون من تنظيم الدولة الإسلامية (داعش) صاروخا في شمال سوريا تسبب في ظهور أعراض «الغاز الكيميائي» على 22 من مسلحى قوات المعرضة السوريين.[415]
- قصفت قوات الجيش الإسرائيلي كمين نصبه مقاتلون من تنظيم الدولة الإسلامية (داعش). وقتلوا أربعة مسلحين من التنظيم في حين لم تقع إصابات بين قوات الجيش الإسرائيلي.[416]
- قصفت الطائرات الإسرائيلية مواقع لتنظيم داعش مما أسفر عن مقتل 4 مسلحين ردا على هجوم تابع لتنظيم داعش علي نقطة تفتيش إسرائيلية في مرتفعات الجولان.[417]
- 28 تشرين الثاني / نوفمبر: قتل الجنود النيجيريون ما لا يقل عن 30 مسلحا من جماعة بوكو حرام الإرهابية.[418]
- قامت الشرطة الفلبينية بعملية تفجير آمنة لعبوة ناسفة محلية الصنع وجدت في أحد صناديق القمامة بعيدا عن السفارة الأمريكية في مانيلا يوم الاثنين. وتم الاشتباه في جماعة أبو سياف.[419]
- 29 تشرين الثاني / نوفمبر: (هجوم جامعة ولاية أوهايو 2016) قام رجل يدعى عبد الرزاق علي أرتان بصدم سيارته في مجموعة من الطلاب في جامعة ولاية أوهايو. ثم قام الجاني بطعن عدة آخرين بسكين. وتم قتل آرتان في مكان الحادث، وتأكد أنه طالب من جامعة ولاية أوهايو من اللاجئين الصوماليين. وأعلن تنظيم الدولة الإسلامية (داعش) مسؤوليته عن الهجوم. وذكر مسؤولو إنفاذ القانون أن أرتان قام بذلك من أثر الدعاية الإرهابية لتنظيم الدولة الإسلامية (داعش) ورجل الدين أنور العولقي.[420]
- 30 تشرين الثاني / نوفمبر: قالت قوات الحشد الشعبي إنها استولت على 12 قرية من تنظيم داعش في منطقة تلعفر خلال الأيام الخمسة الماضية.[421]
- بحلول نهاية تشرين الثاني / نوفمبر: قام الجيش العراقي بتقييم لعملياته وأعلن أنه سيطر على 19 حي في شرق الموصل خلال هذا الشهر وهو ما يشكل أقل قليلا من 30 في المئة من منطقة الموصل شرق نهر دجلة. في حين أن قوات الفرقة الذهبية الخاصة قد استمرت في التقدم في شرق الموصل، وسيطرت الفرقة التاسعة على حي واحد في جنوب شرق الموصل، والفرقة 16 لم تدخل بعد حدود مدينة الموصل من الشمال، والفرقة 15استمرت في التقدم من الجنوب الغربي ولا تزال تبعد عدة كيلومترات عن غرب الموصل.[422][423]

### كانون الأول / ديسمبر 2016
- 1 كانون الأول / ديسمبر: انخفضت مساحات الأراضي الخاضعة لسيطرة تنظيم الدولة الإسلامية في العراق والشام (داعش) إلى حوالي 50 مبنى في منطقتين داخل مدينة سرت. وبحلول هذه النقطة أغلق التنظيم أيضا جميع مسارات الهروب لمنع المقاتلين من الهرب. ولم يسمح للعوائل والنساء والأطفال بالخروج من المنطقة. وفي 2 كانون الأول / ديسمبر قتل العديد من النساء اللواتي زعمن الاستسلام ما أسفر عن مقتل 4 من قوات حكومة الوفاق الوطنى (قوات البنيان المرصوص) وإصابة 38 آخرين. كما استولى تنظيم الدولة الإسلامية (داعش) على عدد قليل من المباني. وتوقفت حملة السيطرة على مدينة سرت مؤقتا للحفاظ على حياة المدنيين، في حين تم القبض على أحد كبار المسلحين واستسلم 4 آخرين. وتم إنقاذ 42 من النساء والأطفال في اليوم التالي بينما تم القبض على 6 مسلحين ممن حاولوا الفرار. وسيطرت قوات حكومة الوفاق الوطنى (قوات البنيان المرصوص)على 9 مبان في 4 ديسمبر / كانون الأول، مع خروج 10 نساء وأطفال من المنطقة التي يحتلها تنظيم الدولة الإسلامية في العراق والشام (داعش) بينما تم اعتقال اثنين من المسلحين الذين حاولوا الفرار.[424][425][426][427][428][429][429][430]
- 3 كانون الأول / ديسمبر: قتل ما لا يقل عن 24 شخصا في هجوم شنه تنظيم داعش في مدينة الموصل العراقية يوم السبت.[431]
- قامت عدة نساء بتفجيرات انتحارية أسفرت عن مقتل أربعة من قوات حكومة الوفاق الوطنى (قوات البنيان المرصوص). وكان الضحايا قد منحوهم قبل ذلك ممرا آمنا لمغادرة المباني الواقعة تحت سيطرة تنظيم الدولة الإسلامية (داعش).[432]
- قتل رستم أسيلداروف أمير ولاية القوقاز التابعة لتنظيم الدولة الإسلامية في العراق والشام (داعش) في اطلاق نار مع قوات الأمن الروسية بالقرب من مدينة ماخاتشكالا في جمهورية داغستان.[433]
- 5 كانون الأول / ديسمبر: قتل أكثر من 20 مسلحا و 3 من مقاتلي قوات حكومة الوفاق الوطنى (قوات البنيان المرصوص) في الاشتباكات. كما استسلم 34 مسلحا من بينهم اثنان من كبار القادة، في حين غادر 10 من النساء والأطفال المناطق التي يسيطر عليها تنظيم الدولة الإسلامية (داعش). وقال المتحدث باسم قوات حكومة الوفاق الوطنى (قوات البنيان المرصوص) أنه تمت السيطرة على حي الجيزة في حين قال متحدث آخر يدعى محمد الجاسري، إنهم مازالوا يحاصرون المسلحين المتبقيين في المنطقة. وكانت هناك تقارير سابقة لأوانها تفيد بأن قوات حكومة الوفاق الوطنى (قوات البنيان المرصوص) قد استولت عليه بالكامل. وأكد مقاتلو اقوات حكومة الوفاق الوطنى (قوات البنيان المرصوص) في وقت لاحق أنهم ما زالوا لم يستولوا على حي الجيزة بشكل كامل مع استمرار تحصن مقاتلى تنظيم داعش في حوالي 10 مبان. وفي اليوم التالي كان تحت سيطرة تنظيم الدولة الإسلامية في العراق والشام (داعش) السيطرة على أقل من 10 منازل مع محاولة قوات حكومة الوفاق الوطنى (قوات البنيان المرصوص) تحييد عدد قليل من المسلحين الذين ما زالوا موجودين في المنطقة وإنقاذ مجموعة من النساء والأطفال. وقد تمت السيطرة على مدينة سرت بالكامل من قبل الميليشيات الموالية للحكومة في وقت لاحق من اليوم. وقد انتهت اخر انتصاراتها بعد اشتباكات عنيفة في وقت سابق من اليوم وعملية تمشيط على آخر 3 مبان تحت سيطرة تنظيم داعش حيث كانوا محاصرين. واستسلم المسلحون التسعة الاخرون إلى قوات حكومة الوفاق الوطنى (قوات البنيان المرصوص) خلال الليل مع 10 من النساء والأطفال. وبحلول نهاية الهجوم شنت الولايات المتحدة 495 غارة جوية ضد التنظيم في سرت. وتم الإفراج عن 21 امرأة و 31 طفلا من المناطق التي يسيطر عليها تنظيم الدولة الإسلامية (داعش). وقد قتل 3 من مقاتلي قوات حكومة الوفاق الوطنى (قوات البنيان المرصوص) في الاشتباكات الأخيرة. كما قتل 6 مسلحين أو أسروا، بينما فجر 3 منهم أنفسهم، مما تسبب في أضرار مادية فقط. كما تم منع اثنين من محاولة تفجير أنفسهم في حين تم العثور على جثث أكثر من 30 مسلحا. وقتل ما مجموعه 12 مقاتلا من قوات حكومة الوفاق الوطنى (قوات البنيان المرصوص) في الاشتباكات في اليوم الأخير.[434][435][436][437][438][439][440]
- 6 كانون الأول / ديسمبر: شنت قوات التحالف بقيادة الولايات المتحدة صباح يوم 6 ديسمبر / كانون الأول حوالى 20 غارة جوية في أعقاب الهجوم على الجسر الرئيسي الاستراتيجي لمدينة الموصل الذي يحتله تنظيم الدولة الإسلامية (داعش) حاليا. وفي ساعات الليل شن تنظيم الدولة الإسلامية (داعش) هجوما مضادا في المنطقة الجنوبية الشرقية من الموصل بالقرب من حى السلام. ومع ذلك، لم يتم الإعلان عن أرقام الإصابات من كلا الجانبين.[441]
- 7 كانون الأول / ديسمبر: دمرت معظم مدينة سرت في المعركة ودمرت الخدمات الرئيسية مع البنية التحتية الحيوية. وعثر الهلال الأحمر على 230 جثة مؤكدا أنها لمقاتلي تنظيم داعش، فضلا عن 36 جثة أخرى في مواقع سابقة خاصة بالتنظيم. ومن ناحية أخرى ذكرت غرفة عمليات قوات حكومة الوفاق الوطنى (قوات البنيان المرصوص) أنه تم استرداد 483 جثة. وفجر مسلح جريح نفسه في 7 ديسمبر دون أن يسفر عن وقوع إصابات.[442][442][443][444]
- بعد هجوم تنظيم داعش المضاد واصلت القوات العراقية تأمين حى السلام، بما في ذلك الاستيلاء على مستشفى وكذلك أحياء البارد ومضارف والعلم.[441]
- فجر انتحاري من تنظيم الدولة الإسلامية (داعش) نفسه بالقرب من مستشفى، مما أسفر عن مقتل 20 جنديا.[445]
- 8 كانون الأول / ديسمبر: شن تنظيم الدولة الإسلامية في العراق والشام (داعش) هجوما في ريف حمص شمال شرق مدينة حمص واستهدف دفاعات الجيش السورى بالقرب من قرية الحويص وجبال جزال الواقعة شمال تدمر. وبدأ التنظيم الهجوم بإرسال موجتين من المقاتلين لاقتحام دفاعات الجيش السورى بالقرب من الحويص، مما أدى إلى اشتباكات عنيفة. غير أنه لم يتمكن من اختراق خط الدفاع الأول واضطر إلى الانسحاب. وأفادت وسائل الإعلام المحلية أن 60 مسلحا قتلوا، في حين دمرت ثمانية من مدرعاتهم. وأطلق التنظيم هجوما آخر في وقت لاحق من اليوم، مع وقوع هجمات متزامنة بالقرب من حقول النفط والغاز في مهر والشاعر وكذلك مناطق الحويص وأراك وصخور تدمر وجبل الهيال والسكاري وقصر الحلابات والكتيبة المهجورة بالقرب من قاعدة التيفورالجوية. وتمكن من السيطرة على 7 من نقاط تفتيش الجيش الذي انسحب بعد اشتباكات عنيفة. وبالإضافة إلى ذلك، استول التنظيم أيضا على قصر الحلابات وجبل الهيال والسوامية الجنوبية والحويص. وقتل ما لا يقل عن 34 من الممقاتلين الموالين للحكومة وتم اعتقال أربعة منهم ضابط. ومع هذه التطورات أصبح التنظيم على بعد 4 كيلومترات (2.5 ميل) من مدينة تدمر. كما استولت المجموعة على صوامع الغلال شمال شرق تدمر فضلا عن قرية غزال وحقول النفط.[446][447][448][449][450][451][452][453]
- 9 كانون الأول / ديسمبر: هاجمت قوات الجيش السورى لاستعادة المواقع التي فقدتها في اليوم السابق، بالإضافة إلى إدخال تعزيزات وإطلاق ضربات جوية. وقتل 15 جنديا في كمين لتنظيم الدولة الإسلامية (داعش) بالقرب من حقل مهر النفطي. واستولى التنظيم على تلال البريج وحقول جيهار النفطية وحقول مهر النفطية فضلا عن نقطة تفتيش بالقرب منها خلال الاشتباكات.[454][455]
- قتل ستة من رجال الشرطة في انفجار قرب حاجز أمنى في العاصمة المصرية. وأصيب ثلاثة موظفين إضافيين وأربعة مدنيين بجروح جراء الانفجار. وتم الاشتباه في تنظيم الدولة الإسلامية (داعش).[456]
- بدأ الإرهابيون تفجير سيارتين مفخختين خارج مقر قوات الصاعقة الخاصة في بنغازي. ويبدو أن الانفجارين لم يقتلا أحدا مطلقا ولكن أصيب 22 شخصا.[457]
- تفجيرات مدغالي الانتحارية: أعلن مسؤولون أن انفجارين انتحاريين وقعا في بلدة مدغالي النيجيرية وقتل 57 وأصيب 177اخرين.[458]
- 10 كانون الأول / ديسمبر: أطلقت قوات سوريا الديمقراطية المرحلة الثانية من عملياتها بهدف الاستيلاء على الريف الغربي من الرقة والوصول في النهاية إلى سد الطبقة أو سد الفرات. وأعلنت أيضا أن القوات العربية المنضوية تحت لواء قوات سوريا الديمقراطية وقوات النخبة وجبهة ثوار الرقة ومجلس دير الزور العسكرى الذي تم تشكيله حديثا سيشارك في العملية. وخلال اليوم الأول بدأت قوات سوريا الديمقراطية بالتقدم جنوبا من سد تشرين واستولت على قرية الكرادي. وفي الوقت نفسه أعلنت الولايات المتحدة أنها سترسل 200 جندي إضافي لمساعدة قوات سوريا الديمقراطية. وفي اليوم التالي أفيد بأن قوات سوريا الدى مقراطية أنها استولت على سبع قرى أخرى من سيطرت تنظيم داعش.[459][460][461][462]
- 10 كانون الأول / ديسمبر: وصلت تعزيزات الجيش السورى إلى محيط مدينة تدمر. ولقى ما لا يقل عن 45 مسلحا مصرعهم على يد الجيش السورى حيث دمرت 3 دبابات تابعة للتنظيم بالقرب من تدمر. وقد فشل هجوم التنظيم السابق على صوامع الغلال، ومع ذلك كان التنظيم قادرا على القبض عليها في وقت لاحق، وبالتالي الوصول إلى مدخل مدينة تدمر. واستهدفت القوات الجوية الروسية مع القوات الجوية السورية مواقع تنظيم داعش في حقول النفط حول تدمر، وتدمير العديد من العربات المدرعة وعدد من مركبات النقل. وتحطمت طائرة من طراز ميج 23 تابعة لسلاح الجو السوري في منطقة الغزال. وادعى تنظيم الدولة الإسلامية في العراق والشام (داعش)أنه هو من قام باسقاطها، في حين أفاد المرصد السورى لحقوق الإنسان أنه لم يعرف ما إذا كانت تحطمت بسبب عطل فني أو أسقطت. كما بدأت الاشتباكات حول وادي الأحمر حيث جلب الجيش تعزيزات. وبعد ذلك استولى التنظيم على جبل تار إلى الغرب من المدينة، بالإضافة إلى ضاحية الأميرية الشمالية ودخل التنظيم مدينة تدمر. وبحلول نهاية اليوم، استولى التنظيم على معظم المدينة بما في ذلك قلعة تدمر وكانوا على وشك السيطرة الكاملة على تدمر. وتم إخلاء سكان تدمر في المساء من قبل الجيش.[463][464][465][466][467][468][469][470]
- توفي مدني وأصيب 3 آخرون في هجوم بالقنابل في محافظة كفر الشيخ في مصر.[471][472]
- لقى ثلاثة من أعضاء جماعة أبو سياف بمن فيهم زعيمهم مصرعهم في اطلاق نار بين الشرطة والمسلحين. ووقع إطلاق النار في ماليزيا.[473]
- 10كانون الأول / ديسمبر (التفجيرات الانتحارية في عدن): قتل 50 جنديا يمنيا وأصيب 70 آخرون في هجوم انتحاري.[474]
- 11 كانون الأول / ديسمبر: بعد وصول التعزيزات شن الجيش السوري بدعم من الوحدات الجوية السورية والروسية، هجوما مضادا ناجحا لاخراج قوات تنظيم داعش من مدينة تدمر. وانسحب مسلحى التنظيم إلى البساتين على أطراف تدمر. ووفقا لوزارة الدفاع الروسية أن تنظيم داعش أكثر من 300 قتيل. ومع ذلك في وقت لاحق من اليوم شن تنظيم الدولة الإسلامية في العراق والشام (داعش) هجوما جديدا على تدمر بعد إعادة تجميع قواته ودخل المدينة مرة أخرى واستولى على حى الأميرية وتلالها ومجمع مساكن الضباط. وفي نهاية المطاف سيطر تنظيم (داعش) على المدينة بالكامل مع انسحاب الجيش من جنوب تدمر.[475][476][477][478][479]
- بدأ تنظيم داعش بالتقدم غربا من مدينة تدمر إلى مطار التياس العسكري (مطار التيفور) بعد السيطرة على المدينة يوم 11 ديسمبر. استولى التنظيم على قريتين إلى الغرب من المدينة خلال النهار. كما استولت على الكتيبة المهجورة إلى الغرب من القاعدة الجوية.[468][480][480]
- تفجير إسطنبول (ديسمبر 2016): انفجرت قنبلة وأسفرت عن مقتل 44 شخصا وجرح 155 شخصا على الأقل في مدينة إسطنبول.[481]
- تفجير الكنيسة البطرسية: قتل ما لا يقل عن 25 شخصا وجرح 49 آخرون بعد انفجار في الكاتدرائية المرقسية بالعباسية في القاهرة.[482]
- قتل 3 أشخاص في هجومين انتحاريين في مايدوجوري في نيجيريا.[483]
- انفجرت سيارتين مفخختين مما أسفر عن مقتل 8 أشخاص على الأقل في الفلوجة.[484]
- ذكرت قوات مكافحة الإرهاب أنها استولت على منطقة أخرى في شرق الموصل بحي النور.[485]
- 12 كانون الأول / ديسمبر: في مطلع اليوم شن تنظيم الدولة الإسلامية في العراق والشام (داعش) هجوما على مفترق طرق مهم استراتيجيا بالقرب من القاعدة الجوية، واستولى عليه بعد اشتباكات عنيفة. كما استولى على الكتيبة المهجورة إلى الغرب من القاعدة. وبعد ذلك استولى على نقاط تفتيش أمنية في منطقتي مشتل وقصر الحير المجاورتين، مما سمح له بشن هجوم على القاعدة الجوية وبدأ الهجوم بسيارتين مفخختين مما أدى إلى معركة دامت ساعة مع المدافعين الراسخين. وبمساعدة العديد من الغارات الجوية الروسية، صدت القوات الحكومية في نهاية المطاف الهجوم، حيث أعادت قوات تنظيم داعش تجميعها لمحاولة أخرى لخرق دفاعات القاعدة الجوية. وفي الوقت نفسه وصلت مئات التعزيزات الموالية للحكومة إلى خط المواجهة، الذي ينتمي إلى قوات درع القلمون التابع لجيش الدفاع الوطني وفوج الجولان. وفي الوقت نفسه شنت القوات الجوية الروسية ضربات جوية ضد تنظيم داعش في تدمر، مما أسفر عن مقتل 5 أشخاص.[486][487][488][488][489]
- 12 كانون الأول / ديسمبر: استولت قوات سوريا الديمقراطية على 4 قرى فضلا عن العديد من القرى جنوب سد تشرين. واستولت قوات سوريا الديمقراطية على 5 قرى خلال اليومين التاليين.[490][491][492][493][494]
- أعدم مسلحى تنظيم الدولة الإسلامية.5 أشخاص.[495]
- انفجرت عبوة ناسفة في سيارة عسكرية على جانب الطريق في مدينة الشيخ زويد بشمال سيناء، مما أسفر عن مقتل أربعة جنو.[496]
- 13 كانون الأول / ديسمبر: هاجم التنظيم القاعدة الجوية مرة أخرى بعد التقدم نحوها وتطبيق الحصار عليها. ووصلت قوات الدفاع من الجيش السوري والقوات الخاصة الروسية إلى القاعدة في وقت لاحق من اليوم. وخلال النهار تقدم التنظيم على حاجز طريق القريتين. وهاجم التنظيم محطة ضخ تياس خلال الليل.[497][498][499][500]
- أعدم مسلحى تنظيم الدولة الإسلامية.16 أشخاص.[501]
- قتل قائد كبير لقوات شرطة الحدود الأفغانية في انفجار في ولاية كونار الشرقية. وتم الاشتباه في تنظيم الدولة الإسلامية (داعش).[502]
- واصلت قوات سوريا الديمقراطية تقدمها إلى الغرب وتطهير القرى الواقعة في المنطقة الصحراوية تحت سيطرة تنظيم داعش . وفي 13 ديسمبر / كانون الأول أفادت الأنباء أن ميليشيا بدر العراقية كانت تستهدف القرى المحيطة بمدينة تلعفر بمحاصرة تنظيم داعش وتشديد الخناق حولهم، وتقدمت كتائب حزب الله نحو الغرب باتجاه الحدود السورية. استولت قوات مكافحة الإرهاب على منطقتي الفلاح الأولى والفلاح الثانية في وقت لاحق من اليوم في حين استولت قوات الحشد الشعبى على 7 قرى بالقرب من مدينة تلعفر.[503][504]
- 14 كانون الأول / ديسمبر: تجددت الاشتباكات مرة أخرى حيث حاول الجيش السورى استعادة المناطق التي فقدتها سابقا حول القاعدة الجوية. استعاد الجيش جبل تياس وكذلك الكتيبة المهجورة الواقعة في شمال القاعدة الجوية بعد إطلاق هجوم مضاد خلال الصباح الباكر. كما استعادت نقاط التفتيش على الطرق المؤدية إلى قرية القريتين التي فقدتها قبل يوم واحد. واستولى تنظيم الدولة الإسلامية (داعش) في الوقت نفسه على قرية الشريفة إلى الغرب من القاعدة الجوية. وفي وقت لاحق من ذلك اليوم وشن تنظيم الدولة الإسلامية في العراق والشام (داعش) هجوما آخر على القاعدة الجوية، ولكن بفضل التعزيزات الحكومية التي وصلت حديثا، والتي شملت قوات المظليين من الفوج 800 من الحرس الجمهوري، وتم صد الهجوم. في الليلة التالية، أدى هجوم مضاد لقوات الجيش السورى على تنظيم داعش في ضواحي القاعدة الجوية.[500][505][506][507][508][509]
- 16 كانون الأول / ديسمبر: ذكر التحالف الدولى الذي تقوده الولايات المتحدة أنه نفذ غارات جوية بالقرب من القاعدة الجوية ضد تنظيم الدولة الإسلامية في العراق والشام (داعش) مما أدى إلى تدمير الأسلحة الثقيلة التي استولى عليها بعد استعادة تدمر. وقد دمر ما مجموعه عدد من أنظمة المدفعية الجوية، و 14 دبابة و3 أنظمة مدفعية ومبنيين تابعين لتنظيم داعش، ومركبتين تكتيكيتين. وشن الجيش السوري هجوما مضادا آخر في 16 ديسمبر، واستعاد منطقة مفترق القريتين وفي وقت لاحق استعادوا أيضا قرية الشريفة وأعادوا فتح الطريق المباشر بين القريتين والقاعدة الجوية. كما قتل عمر الأسد، زعيم تنظيم داعش في الاشتباكات.[510][511][512]
- 17 كانون الأول / ديسمبر: أصيب أحد أفراد فرقة العمليات المشتركة المدنية بجراح أثناء عمليات ضد جماعة بوكو حرام.[513]
- قتل 8 من قوات التحالف الأفريقي من قبل مسلحي جماعة بوكو حرام.[514]
- استعاد الجيش السورى حاجزا قرب القريتين وتم صد هجوم آخر من قبل تنظيم الدولة الإسلامية في العراق والشام (داعش) في وقت لاحق من اليوم، في حين استولى الجيش على تلال الشريعة شمال الكتيبة المهجورة.[515][516]
- 18 كانون الأول / ديسمبر: ذكر الجيش التركي أنه قام بتدمير 57 هدفا من أهداف تنظيم الدولة الإسلامية (داعش)، بما في ذلك عدد من مستودعات الأسلحة وقد دمرت في غارات جوية في مناطق الباب وبزاغه وسمار والسفلانية وكبر المكري. كما ذكر في وقت لاحق أن جنديا تركيا قتل في انفجار سيارة مفخخة في مدينة الباب بينما قتل 11 من مقاتلي تنظيم داعش في الاشتباكات.[517][518]
- 18كانون الأول / ديسمبر (التفجيرات الانتحارية في عدن): قتل ما لا يقل عن 49 جنديا يمنيا عندما كانوا يحصلون على رواتبهم في قاعدة في شمال شرق عدن عندما فجر انتحاري نفسه.[519]
- هجوم الكرك 2016: هاجم عدد من المسلحين قوات من الشرطة وعدد من المدنيين في عدة مواقع في مدينة الكرك في الأردن بما في ذلك قلعة الكرك. وقتل 5 اشخاص و 4 من رجال الشرطة الأردنية وسائح كندي. كما أخذ المهاجمون رهائن معظمهم من السياح الماليزيين. وأصيب ما لا يقل عن 10 مدنيين أردنيين أثناء تبادل إطلاق النار منهم 2 في حالة حرجة. تم الاشتباه في تنظيم القاعدة.[520][521][522]
- قتل جندى تركى في هجوم بسيارة مفخخة في مدينة الباب.[523]
- قتل سبعة أشخاص على الأقل وجرح ثمانية آخرون عندما استهدف انتحاري قوات الجيش الوطنى الليبى في بنغازي.[524]
- 19 كانون الأول / ديسمبر: شن تنظيم الدولة الإسلامية في العراق والشام (داعش) هجوما آخر على القاعدة الجوية وادعى أنه أسقط طائرة هليكوبتر روسية. وقد فشل الهجوم مقتل 36 من مقاتلي تنظيم داعش في الهجوم. وقتل ما لا يقل عن 20 مقاتلا من القوات الموالية للحكومة بما في ذلك مقتل اثنين من الطيارين أثناء إسقاط طائرة هليكوبتر. وقعت اشتباكات بين الجانبين على أطراف سد أبو كالا فضلا عن مناطق أخرى بالقرب من القاعدة الجوية في 20 ديسمبر. كما دأب التنظيم على مهاجمة الكتيبة المهجورة من أجل استعادتها. وفي 22 كانون الأول / ديسمبر شن تنظيم الدولة الإسلامية في العراق والشام (داعش) هجوما آخر في الصباح لكنه فشل. وأطلقوا هجوما آخر في وقت لاحق فشل فيه أيضا. ثم تم نقل التنظيم إلى تدمر.[525][526][527][528][529]
- 19 كانون الأول / ديسمبر: (اغتيال أندريه كارلوف) قتل مسلح السفير الروسي في افتتاح معرض فنى في تركيا. وتم نقله إلى المستشفى في حالة حرجة. كما اصيب ثلاثة من الحاضرين . ويشتبه في أن تنظيم الدولة الإسلامية (داعش) وراء الهجوم. وتم اطلاق النار على المسلح وقتل في مكان الحادث. وتم الاشتباه أيضا في أن جيش الفتح هو من وراء الهجوم.[530][531]
- اشتبك مقاتلي تنظيم الدولة الإسلامية مع ميليشيا أفغانية تعمل مع الجيش السوري في مطار التيفور العسكري بالقرب من حمص في سوريا.[532]
- 20 كانون الأول / ديسمبر: (هجوم برلين 2016) توفي 12 شخصا بعد ان اقتحمت شاحنة سوق في عيد الميلاد في برلين، وفقا لما ذكرته الشرطة الألمانية. وأعلن تنظيم الدولة الإسلامية (داعش) مسؤوليته عن الهجوم. وفي 21 كانون الأول / ديسمبر، أعلنت الشرطة أنها تبحث عن مشتبه فيه محدد على مستوى ألمانيا بعد العثور على وثائق شخصية لرجل تونسي، على ما يبدو أنه إشعارا بالإقامة المؤقتة في ألمانيا، في الشاحنة. وفي وقت لاحق من ذلك اليوم، أعلنت الشرطة أنها قد صعدت عمليات البحث على نطاق أوروبا. وبحسب المحققين دخل المشتبه به ألمانيا من إيطاليا في عام 2015.[533][534][535]
- وقعت اشتباكات بين قوات الجيش السورى ومسلحى تنظيم داعش على أطراف سد أبو كالا، فضلا عن مناطق أخرى بالقرب من قاعدة التيفور الجوية في 20 ديسمبر. كما دأب التنظيم على مهاجمة الكتيبة المهجورة من أجل استعادتها.[528][529]
- 21 كانون الأول / ديسمبر: أدى هجوم مزدوج على مقر الحزب الكردستاني الإيراني في شمال العراق إلى مقتل سبعة أشخاص. وأدى هجوم مزدوج بالقنابل على مقر الحزب الكردستاني الإيراني في شمال العراق إلى مقتل سبعة أشخاص.[536][536]
- 21 كانون الأول / ديسمبر: أعلن الجيش التركي عن مقتل 15 مقاتلا من تنظيم الدولة الإسلامية في غارات جوية تركية في اليوم السابق. وذكر لاحقا أن مسلحى المعارضة المدعومين من تركيا اكتسبوا سيطرة كاملة على الطريق السريع بين مدينتى الباب وحلب. كما ذكر أن 14 جنديا تركيا قد قتلوا في اشتباكات وهجمات انتحارية من تنظيم الدولة الإسلامية (داعش) بينما أصيب 33 بجروح. كما قتل 138 مقاتلا من تنظيم الدولة الإسلامية (داعش) في غارات جوية تركية على 67 من أهداف تنظيم داعش وفقا لذلك. تقدم مسلحى المعارضة المدعومين من تركيا في منطقة المستشفى في مدينة الباب بعد هجوم مضاد لتنظيم الدولة الإسلامية (داعش) عليهم في جبل عقيل وكذلك المستشفى نفسه.[537][537][538][539]
- 21 كانون الأول / ديسمبر: تمت السيطرة على قلعة جعبر إلى جانب أربع قرى مجاورة منها جبار. ثم بدأت قوات سوريا الديمقراطية في التحرك نحو السويدية الصغيرة والسويدية الكبيرة وهي القرى الأخيرة قبل الوصول إلى سد الفرات. على الرغم من أن هجوم تنظيم المضاد تمكن من استعادة قرية جبار بعد فترة وجيزة وهاجمت قوات سوريا الديمقراطية مرة أخرى في 23 ديسمبر وتولت مرة أخرى السيطرة على جبار، في حين استولت على السويدية الصغيرة وقرية أخرى. ولكن في وقت لاحق من ذلك اليوم، شن تنظيم الدولة الإسلامية (داعش) هجوما مضادا آخر مصحوبا بعدة سيارات مفخخة انتحارية، مما أدى إلى اشتباكات عنيفة مع قوات قوات سوريا الديمقراطية في شرق وغرب القريتين.[540][541][542][543][544][545][546][547][548]
- 21 كانون الأول / ديسمبر: ادعى تنظيم الدولة الإسلامية في العراق والشام (داعش) أنه قتل أكثر من 70 جنديا تركيا، في حين استولى التنظيم على دبابين من طراز ليوبارد 2. وتقدم مسلحى المعارضة المدعومين من تركيا في منطقة المستشفى في مدينة الباب بعد هجوم مضاد من تنظيم داعش عليهم في جبل عقيل وكذلك المستشفى نفسها. ومع ذلك تم صد هجوم مسلحى المعارضة المدعومين من تركيا في وقت لاحق.[537][537][538][539][549][550][551]
- 22 ككانون الأول / ديسمبر: شن مسلحى المعارضة المدعومين من تركيا هجوما آخر في ذلك اليوم. وأفاد المرصد السورى لحقوق الإنسان أن 72 مدنيا قتلوا في غارات جوية تركية خلال النهار، بينما قتل 16 مدنيا آخر في اليوم التالي.[552][553]
- أسفرت ثلاث عمليات تفجير انتحارية بسيارة مفخخة عن مقتل ما لا يقل عن 23 شخصا في الموصل.[554]
- ذكرت بعثة الامم المتحدة أن هجومين بقذائف الهاون في شرق الموصل اسفر عن مصرع أربعة من عمال الإغاثة وسبعة مدنيين اخرين خلال اليومين الماضيين. كما اصيب 40 اخرون بجراح في الهجمات. ولم تحدد الامم المتحدة أسماء عمال الإغاثة أو أعلنت عن جنسياتهم.[555]
- شن تنظيم الدولة الإسلامية (داعش) هجوما مضادا على منطقة جبار في الليلة التالية واستعادها، في حين واصلت قوات سوريا الديمقراطية تقدمها ضد القرى التي يسيطر عليها تنظيم داعش شمالا.[543]
- أعلن الجنرال الأمريكي في القوات الجوية الأمريكية ماثيو إيسلر في 21 ديسمبر الماضي أن القوات الموالية للحكومة العراقية دخلت في عملية تجديد وتطوير مقررة تشمل إصلاح المركبات وإعادة تزويد الذخائر والتحضير للمرحلة التالية من المعركة. وذكر أيضا أنهم استولوا على أكثر من ربع المدينة.[556]
- 22 كانون الأول / ديسمبر: ذكرت الأمم المتحدة أن 4 من عمال الإغاثة العراقيين و 7 مدنيين قتلوا بسبب إطلاق قذائف الهاون. وفي وقت لاحق، شن تنظيم الدولة الإسلامية (داعش) ثلاثة هجمات انتحارية في سوق في غوغالي. وقتل 23 شخصا من بينهم 15 مدنيا في الهجمات وفقا للجيش العراقي.[557]
- 22 كانون الأول / ديسمبر: أطلق تنظيم (داعش) هجوما آخر وهذه المرة حول جب الجراح واستولت على قرية خطاب، كما استولت على قرية المزار، فضلا عن عدة نقاط تفتيش عسكرية بالقرب من جب الجراح خلال الصباح الباكر في 23 ديسمبر / كانون الأول. وتم في وقت لاحق صد هجوم على تنظيم الدولة الإسلامية (داعش) في جب الجراح ومكسار الحسان والمسودية، الذي أطلق من أجل محاصرة القاعدة الجوية من عدة مناطق. وقتل ما لا يقل عن 27 مقاتلا موال للحكومة السورية و 25 من مقاتلي تنظيم داعش خلال الاشتباكات. وشن الجيش السوري في وقت لاحق هجوما مضادا واستولى على تل القبة ونقاط التفتيش.[558][559][560]
- 23 كانون الأول / ديسمبر: أحرق تنظيم داعش جنديان تركيان حتى الموت في ريف حلب.[561]
- استولى الجيش العراقي على مقر أكاديمية شرطة الموصل في حي القاهرة في 23 ديسمبر. وكان هذا أول تقدم كبير منذ تعليق العمليات العسكرية في الأسبوع السابق.[562]
- وقال الرئيس التركي رجب طيب أردوغان في 23 ديسمبر / كانون الأول أن عملية الاستيلاء على مدينة الباب قد اكتملت تقريبا وسيستولى الجيش الحر على المدينة قريبا (ظهر فيما بعد أن مدينة الباب لم يتم الاستيلاء عليها كاملة الا في نهاية شهر يناير). وذكر الجيش التركي في الوقت نفسه أنه قتل 40 مقاتلا من تنظيم داعش، كما دمر مقر تنظيم داعش في المدينة. وقال وزير الدفاع التركي فكري إيسك في الوقت نفسه إن جبل عقيل قد تم تطهيره من وجود تنظيم الدولة الإسلامية (داعش).[563][564][565]
- 24 كانون الأول / ديسمبر: قتل 10 أشخاص في سلسلة من الهجمات في الموصل.[566]
- أصيب ما لا يقل عن 16 شخصا من بينهم ضابط شرطة، في انفجار وقع خارج كنيسة كاثوليكية في جنوب الفلبين.[567]
- 24 كانون الأول / ديسمبر: استمرت الاشتباكات حول القاعدة الجوية التيفور في حمص مع مقتل 13 جنديا في هجوم لتنظيم داعش على الشريفة.[568][569]
- 26 كانون الأول / ديسمبر: أعلنت ولاية القوقاز التابعة لتنظيم الدولة الإسلامية (داعش) مسؤوليتها عن هجمات 24 كانون الأول / ديسمبر على ضباط الشرطة في كيزيليورت.[570]
- ذكر العقيد في الجيش الأمريكي بريت ج. سيلفيا في 24 ديسمبر أن الجنود الأمريكيين الذين يساعدون القوات العراقية سوف يكونون أكثر شمولا وسيشاركون مع تشكيلات إضافية.[571]
- 25 كانون الأول / ديسمبر: أسفرت انفجارات منفصلة في بغداد وحولها عن مقتل ما لا يقل عن 11 مدنيا وجرح 34 آخرين.[572]
- أسفر هجوم انتحاري عن مقتل شخصين على الأقل وإصابة 5 آخرين في منطقة مورا بالكاميرون.[573]
- قتل ما لا يقل عن 97 مسلحا من تنظيم داعش في الموصل خلال النهار، بحسب قائد العمليات الفريق عبد الرشيد رشيد يار الله. وذكر أن الهجوم الذي شنه تنظيم الدولة الإسلامية (داعش) على مراكز الشرطة في جنوب منطقة أبو يوسف أسفر عن مقتل 21 مسلحا. وأضاف أن هجوما آخر على أحياء الانتصار وسلم والشيماء أسفر عن مقتل 51 من مسلحى تنظيم داعش، في حين قتل التحالف الدولى المناهض لتنظيم الدولة الإسلامية (داعش) 25 مسلحا في غارات جوية على مخبأهم.[574]
- 26 كانون الأول / ديسمبر: قتل تنظيم الدولة الإسلامية (داعش) 30 شخصا على الأقل في مدينة الباب.[575]
- شن تنظيم اعش هجوما آخر في 26 كانون الأول / ديسمبر واقتحم موقع الجيش السورى غرب منطقة البادية في تدمر، ثم في مواقعها شمال تلال الشريعة. ولكن تم صدها لاحقا. واندلعت الاشتباكات مرة أخرى بالقرب من قاعدة التيفور الجوية وكذلك الشريفة خلال النهار، مع تقدم الجيش في المنطقة.[576][577]
- 26 كانون الأول / ديسمبر: ذكر الجيش التركي أنه دمر 113 هدفا لتنظيم داعش خلال النهار. وذكرت مصادر حكومية مؤيدة للحكومة السورية ان القوات الجوية الروسية تدعم بشكل مباشر الجيش التركي للمرة الأولى منذ بدء التدخل الروسي في سوريا. وعلى الرغم من ـن قاذفات سو 24 وسو 34 قد نفذت غارات جوية ضد مواقع مقاتلي تنظيم داعش لم تتمكن قوات المعارضة السورية المدعومة من تركيا من السيطرة على المناطق التي تم الاستيلاء عليها مؤخرا.[578][579]
- 27 كانون الأول / ديسمبر: شن تنظيم الدولة الإسلامية في العراق والشام (داعش) هجوما على قرية سيكول في الريف الشمالي، وقال أنه اقتحم دفاعات وحدات حماية الشعب المحلية. وفي اليوم التالي أفيد بأن قوات سوريا الديمقراطية استولت على قرية الحجاج بعد يومين من القتال العنيف، بينما تم صد هجوم مضاد آخر ضد تنظيم داعش.[580][581]
- 27 كانون الأول / ديسمبر: تم إرسال قوات دعم مكونة من 000 1 فرد من الكوماندوز التركي و 000 2 من التعزيزات للفصائل المسلحة التي تدعمها تركيا. وفي الوقت نفسه ذكر الجيش التركي أنه خلال اليوم توفى جندي تركي متأثرا بجراحه التي تلقاها في الاشتباكات قبل 6 أيام بينما قتل 13 مقاتلا من تنظيم داعش الفصائل المسلحة المدعومة من تركيا بين الاثنين في اشتباكات اليوم السابق. ونفى نائب رئيس الوزراء التركي كورتمولوس في اليوم نفسه التقارير التي تفيد بأن القوات الجوية الروسية تساعده في المعركة (ظهر فيما بعد أن القوات الجوية الروسية المتمركزة في قاعدة حيميم السورية كانت تساعد القوات التركية والفصائل المسلحة المتحالفة معها في معاركها ضد تنظيم داعش والقيام بغارات مشتركة مع سلاح الجو التركى).[582][583][584][585]
- ذكرت وكالة أنباء أعماق أن التحالف الدولى المناهض لتنظيم داعش دمر الجسر القديم وهو آخر جسر يعمل في الموصل. وفي الوقت نفسه أعلن التحالف الدولى أنه عطل جسر في الموصل في الضربات الجوية دون تقديم التفاصيل.[586]
- أفادت تقارير بأن انفجار وقع في كابول أدى إلى وقوع إصابات. وقالت الشرطة الأفغانية إن الهجوم كان موجها إلى عضو في الجمعية الوطنية.[587][588]
- 28 كانون الأول / ديسمبر: ذكر الجيش التركى أن 44 مقاتلا من تنظيم داعش قد قتلوا ودمرت 154 مأساة من تنظيم الدولة الإسلامية (داعش).[589]
- 29 كانون الأول / ديسمبر: ذكر مسؤول تركي أن القوات الجوية الروسية ضربت تنظيم الدولة الإسلامية (داعش) في مدينة باب للمرة الأولى، وقامت بهجمات جوية ضده في الجزء الجنوبي من المدينة. وأضاف أن القوات التركية كانت تهاجم على الجزء الشمالي والغربي من المدينة. وأكد وزير الخارجية التركي مولود تشاويش أوغلو الضربات الجوية الروسية لكنه ذكر أنه لا توجد عملية مشتركة بين روسيا وتركيا.[590][591]
- تفجيرات هيلونغوس 2016: أدى انفجار قنبلة عن اصابة 33 شخصا كانوا يحضرون مباراة ملاكمة للهواة في بلدة هيلونغوس.[592]
- 29 كانون الأول / ديسمبر: قام الجيش السورى بتأمين قمة تل الشريفة الاستراتيجية الواقعة على طول الطريق بين القريتين وقاعدة التيفور الجوية. وادعى تنظيم الدولة الإسلامية في العراق والشام (داعش) أنه دمر 11 دبابة سورية في الاشتباكات المستمرة منذ اليوم السابق.[593]
- 29 كانون الأول / ديسمبر: بدأت القوات العراقية المرحلة الثانية من معركة تحرير الموصل من ثلاثة اتجاهات من عدة مناطق شرق الموصل. وسيطر الجنود العراقيون والشرطة الفيدرالية على حوالى نصف المناطق الجنوبية الشرقية. وتقدمت قوات مكافحة الإرهاب العراقية في الوقت نفسه في منطقتي القدس والكرامة. وعلى الجبهة الثالثة تقدم الجنود العراقيون أيضا نحو الحدود الشمالية. وقال اللواء نجم الجبوري إنهم أمروا من قبل رئيس الوزراء بالوصول إلى نهر دجلة.[594][595]
- 30 كانون الأول / ديسمبر: تقدمت القوات الأمنية العراقية في عدة مناطق. وعلي الجبهة الشمالية اقتحمت الفرقة ال 16 منطقة الحبدة بينما كانت تحاول أيضا قطع خطوط الإمداد إلى تل كيف. واندلعت اشتباكات مرة أخرى في إحدى القرى التي أفادت التقارير أنه تم السيطرة عليها في اليوم السابق.[596][597][598]
- 31 كانون الأول / ديسمبر: (تفجيرات بغداد 2016) أسفرت التفجيرات عن مقتل 25 شخصا على الأقل وإصابة 50 آخرين في مدينة بغداد.[599]
- 31 كانون الأول / ديسمبر: وقعت اشتباكات عنيفة على الجبهات الجنوبية الشرقية والشمالية من الموصل. وذكر ضابط بالجيش أن القوات في الجبهة الجنوبية الشرقية قد تباطأ تقدمهم بسبب الاشتباكات العنيفة وصعوبة التفريق بين المدنيين والمسلحين. وتقدمت القوات العراقية على الجبهة الشمالية نحو محيط مدينة الموصل وذكر ضابط أن الاشتباكات العنيفة مستمرة في منطقة ارغوب. وذكر الجيش الأمريكي في الوقت نفسه أن غاراته الجوية على شاحنة تحمل مقاتلي تنظيم داعش في مجمع للسيارات في مجمع سكني قد تكون قد قتلت مدنيين.[600][601]